# Biserica reformată din Hărțău

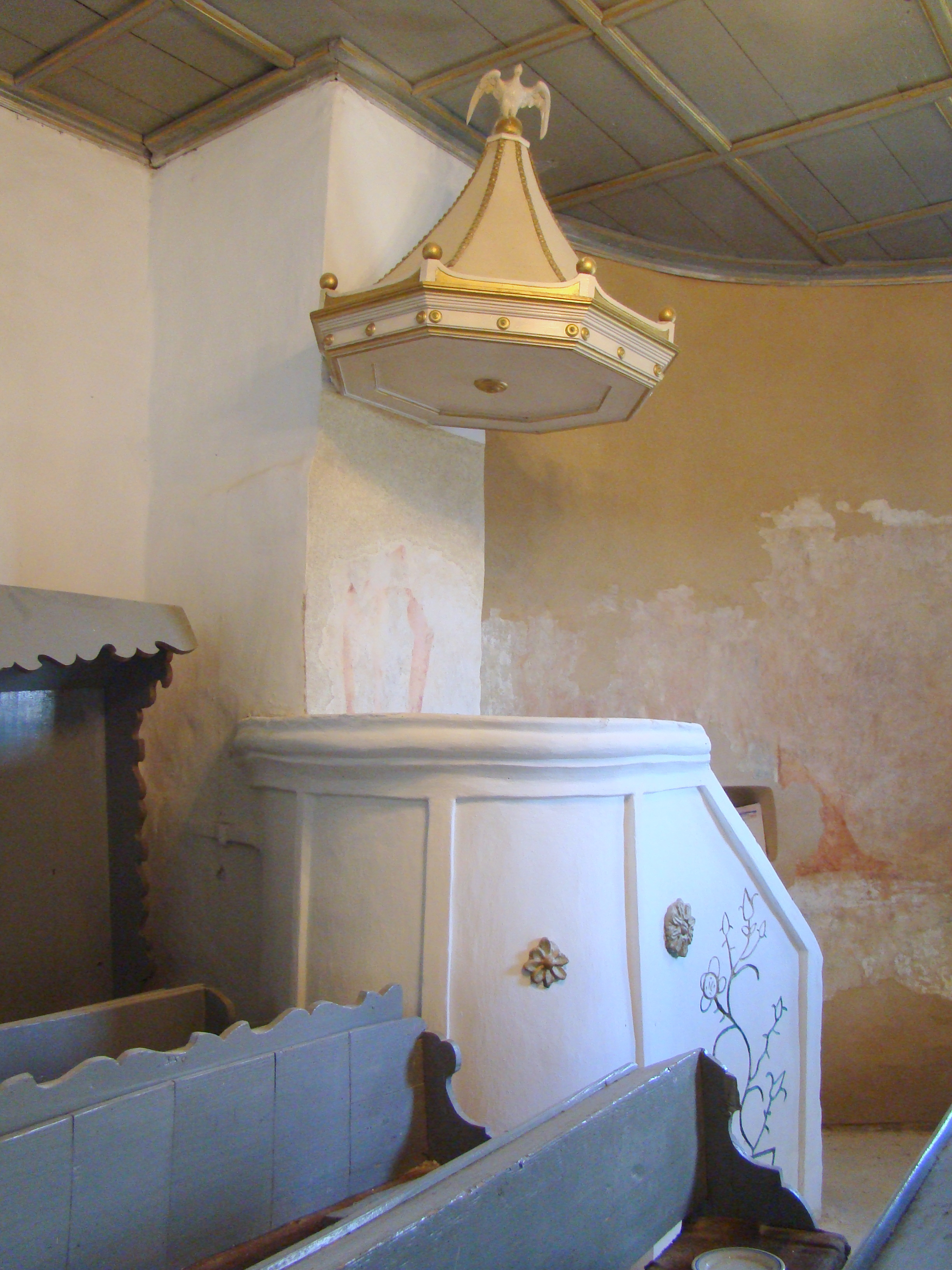
Amvonul

Biserica reformată din Hărțău este un ansamblu de monumente istorice aflat pe teritoriul satului Hărțău, comuna Pănet.

Ansamblul este format din două monumente:
- Biserica reformată (cod LMI MS-II-m-A-15693.01)
- Clopotniță din lemn (cod LMI MS-II-m-A-15693.02)

## Localitatea
Hărțău (în maghiară Harcó) este un sat în comuna Pănet din județul Mureș, Transilvania, România. Menționat pentru prima dată în anul 1332.

## Biserica
Biserica reformată se află pe coasta de vest de deasupra așezării; Este formată dintr-o navă dreptunghiulară, un sanctuar semicircular și un mic turn construit pe fațada sudică a navei. Potrivit lui Balázs Orbán, „arcul triumfal al bisericii până în zilele noastre și-a păstrat forma semicirculară originală, bolta și ferestrele arcuite. Ulterior, biserica ar putea fi reconstruită în stil gotic, cu caracteristicile stilului gotic ale porții sale de sud, dar sanctuarul său rămâne original." Demolarea bolții sanctuarului și a arcului triumfal, reconstrucția ferestrelor romanice și demolarea porții gotice sudice datează probabil din secolul al XIX-lea. Turnul a fost construit la începutul secolului XX.
Cu ajutorul grantului din 2017, s-a finalizat scurgerea din jurul bisericii, s-a eliminat placa de ipsos și s-a îndepărtat podeaua din beton a bisericii. De asemenea, s-a făcut un studiu de istorie a artei, expertiză în conservarea lemnului și un plan conceptual pentru renovarea bisericii.

## Vezi și
- Hărțău, Mureș

## Imagini din exterior

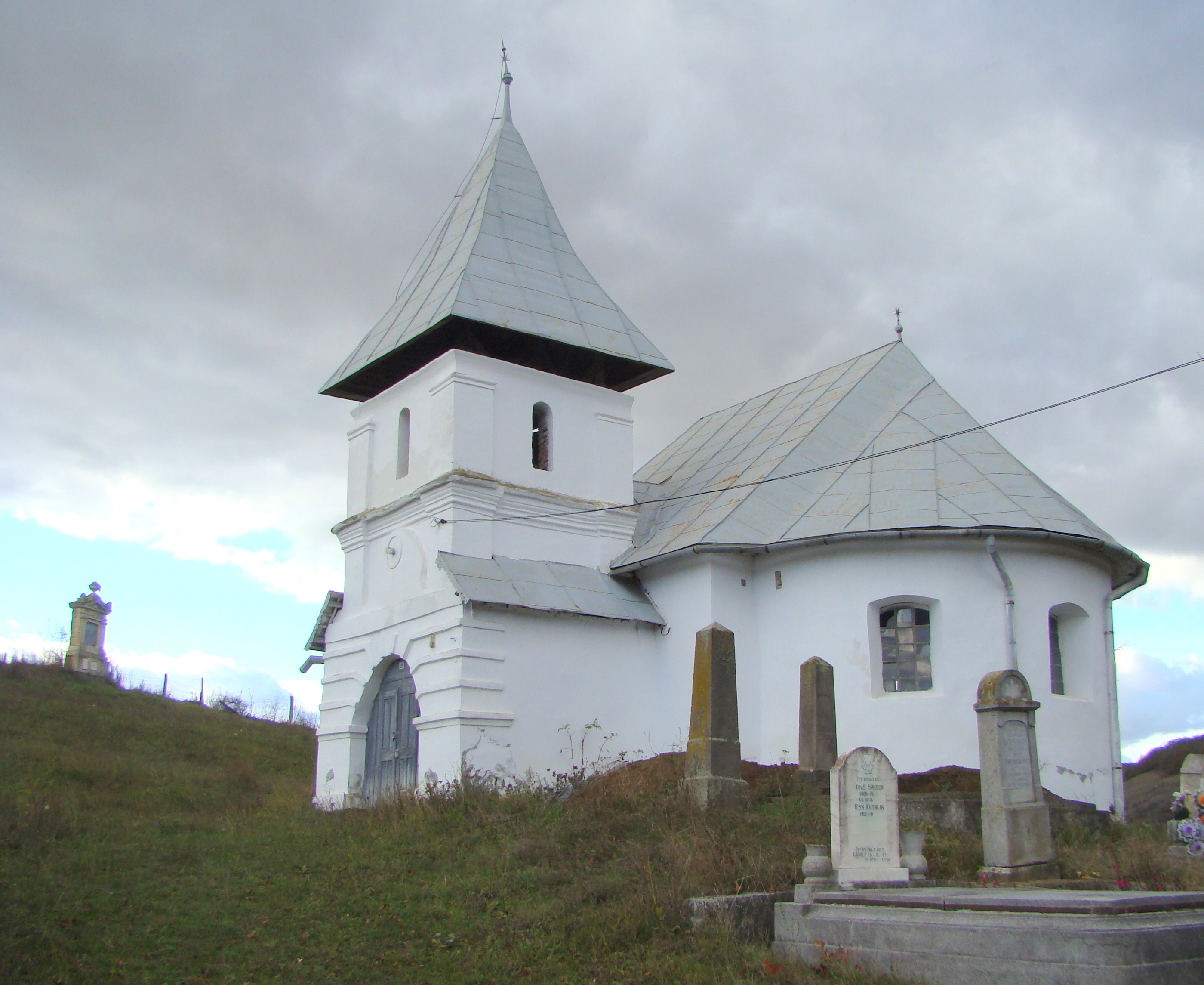
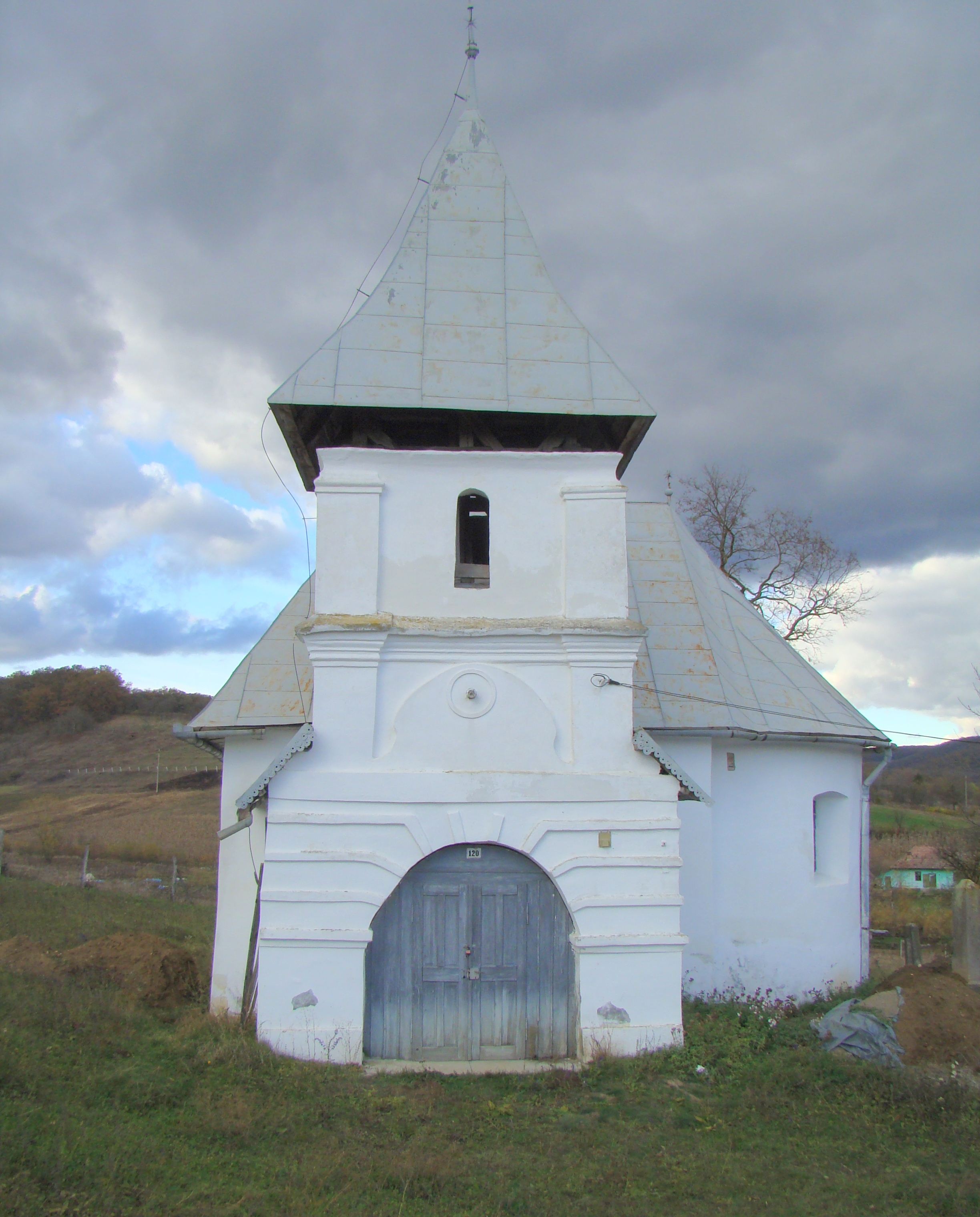
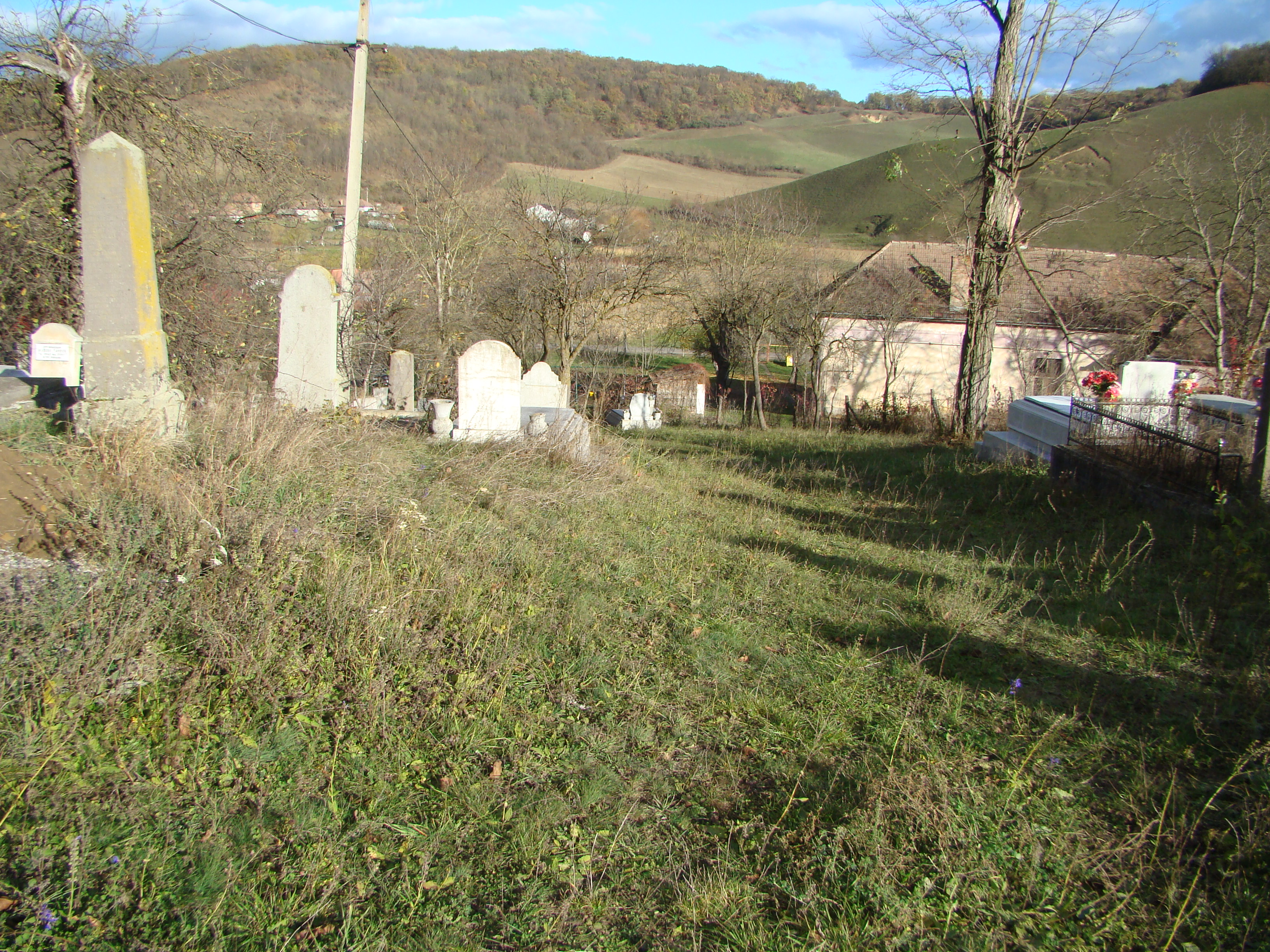
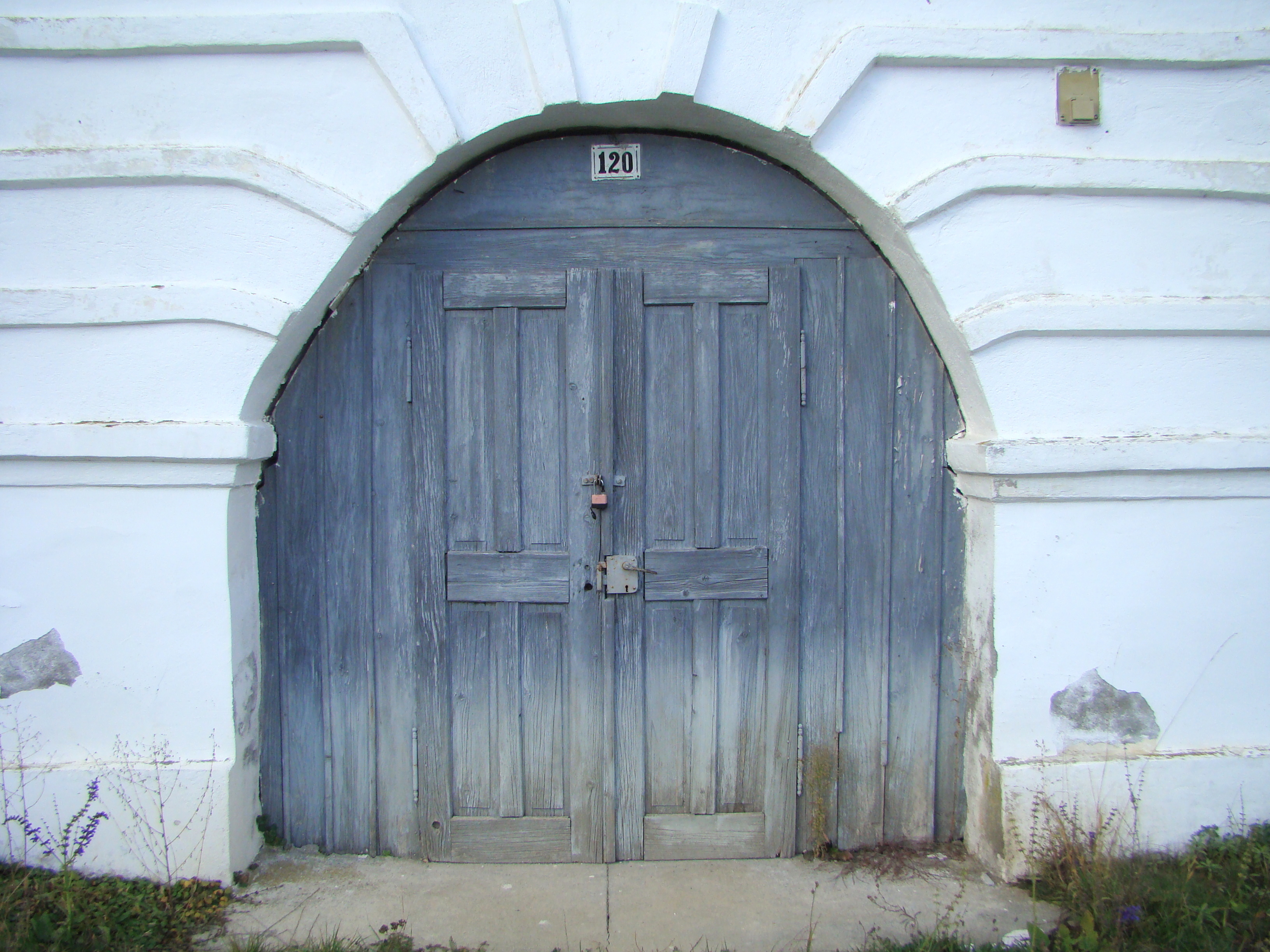
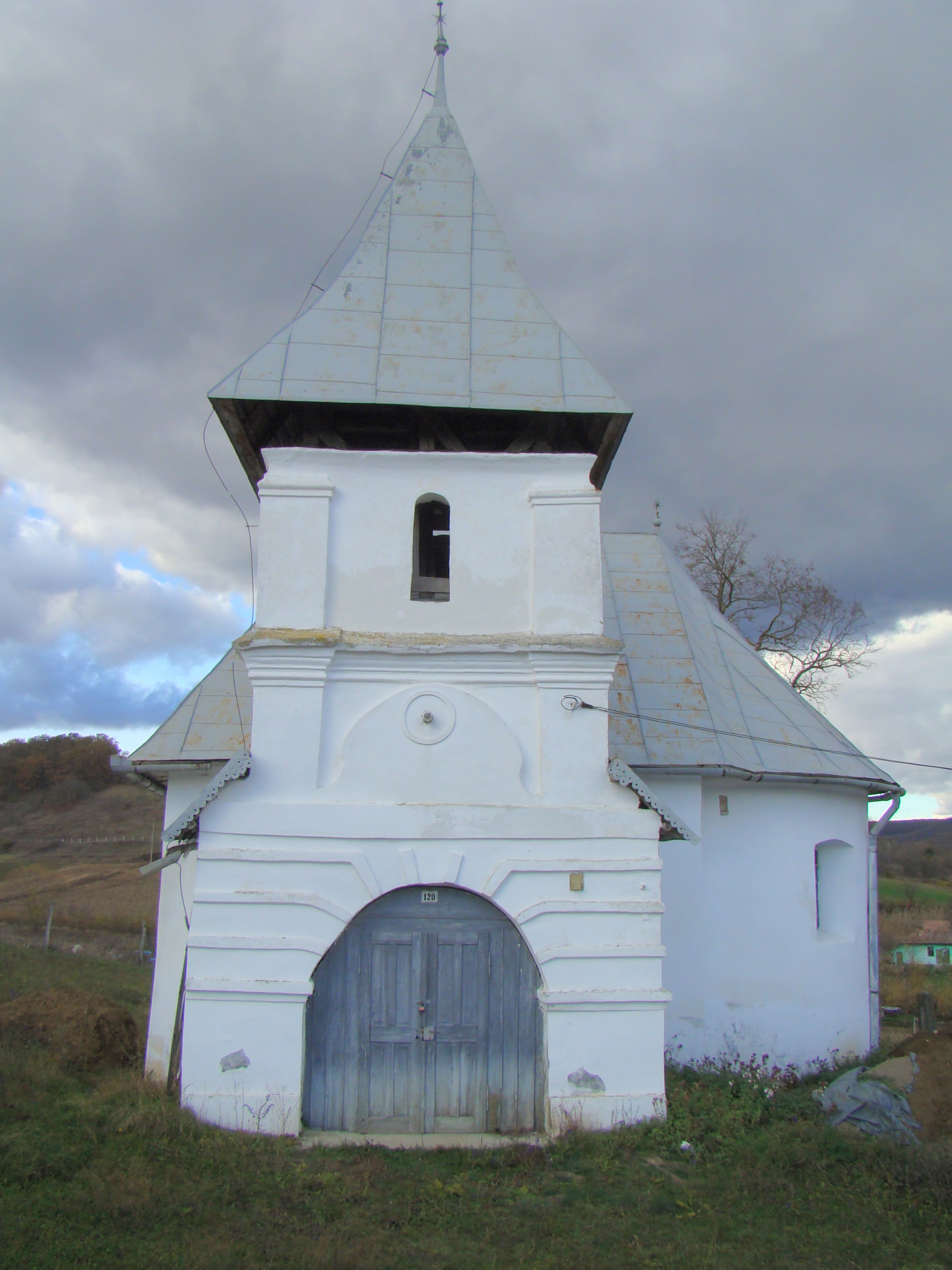
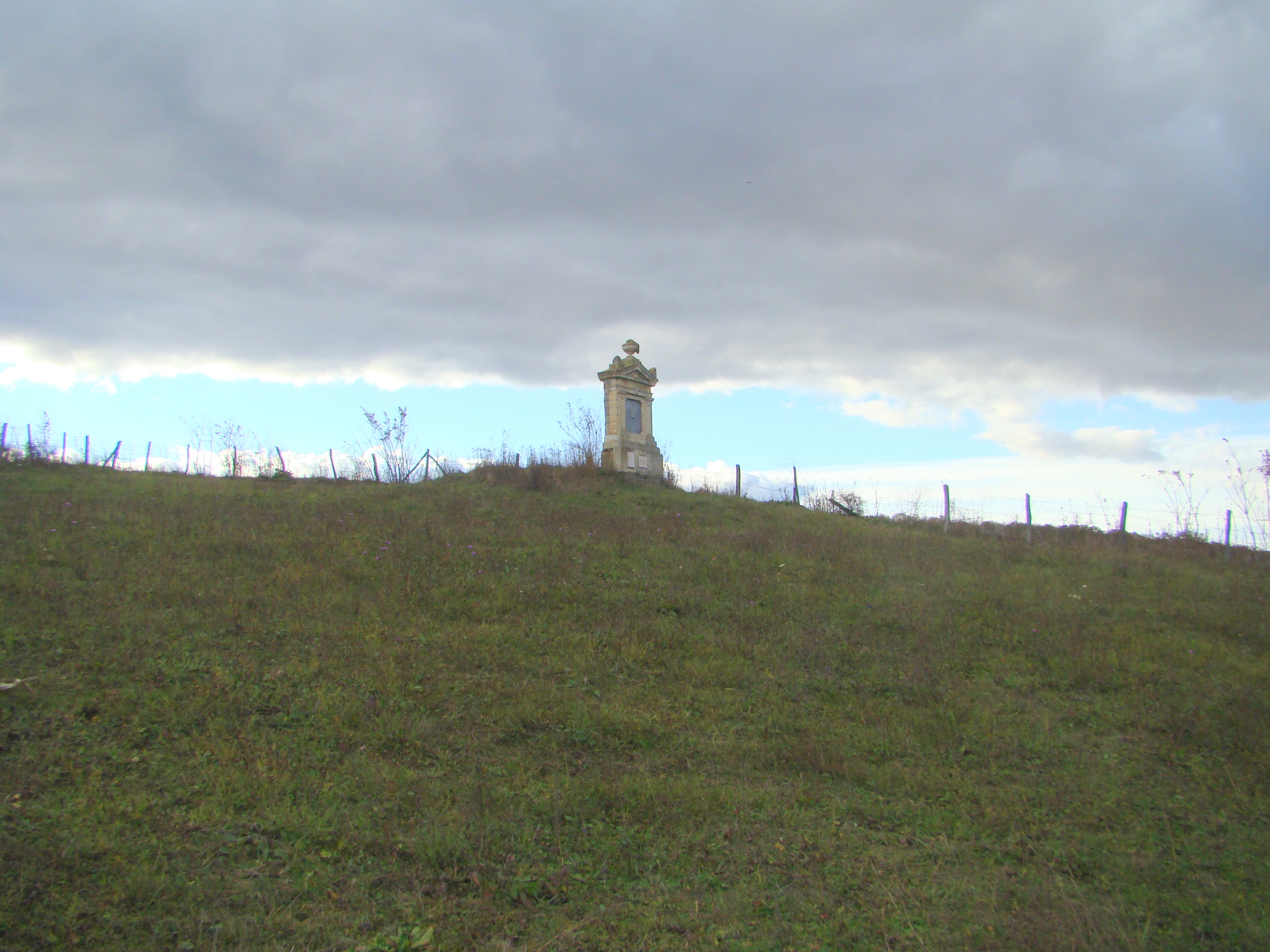
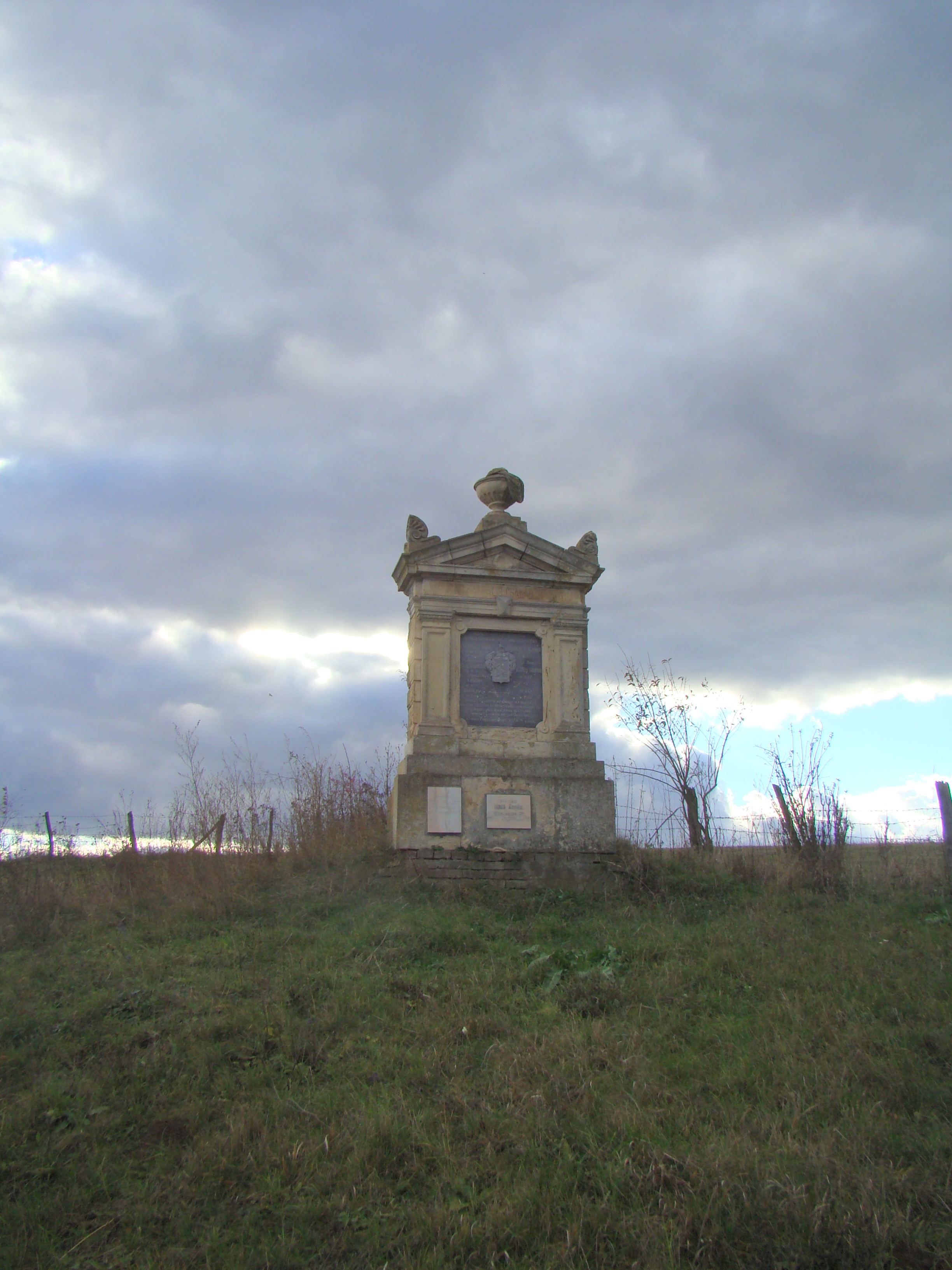
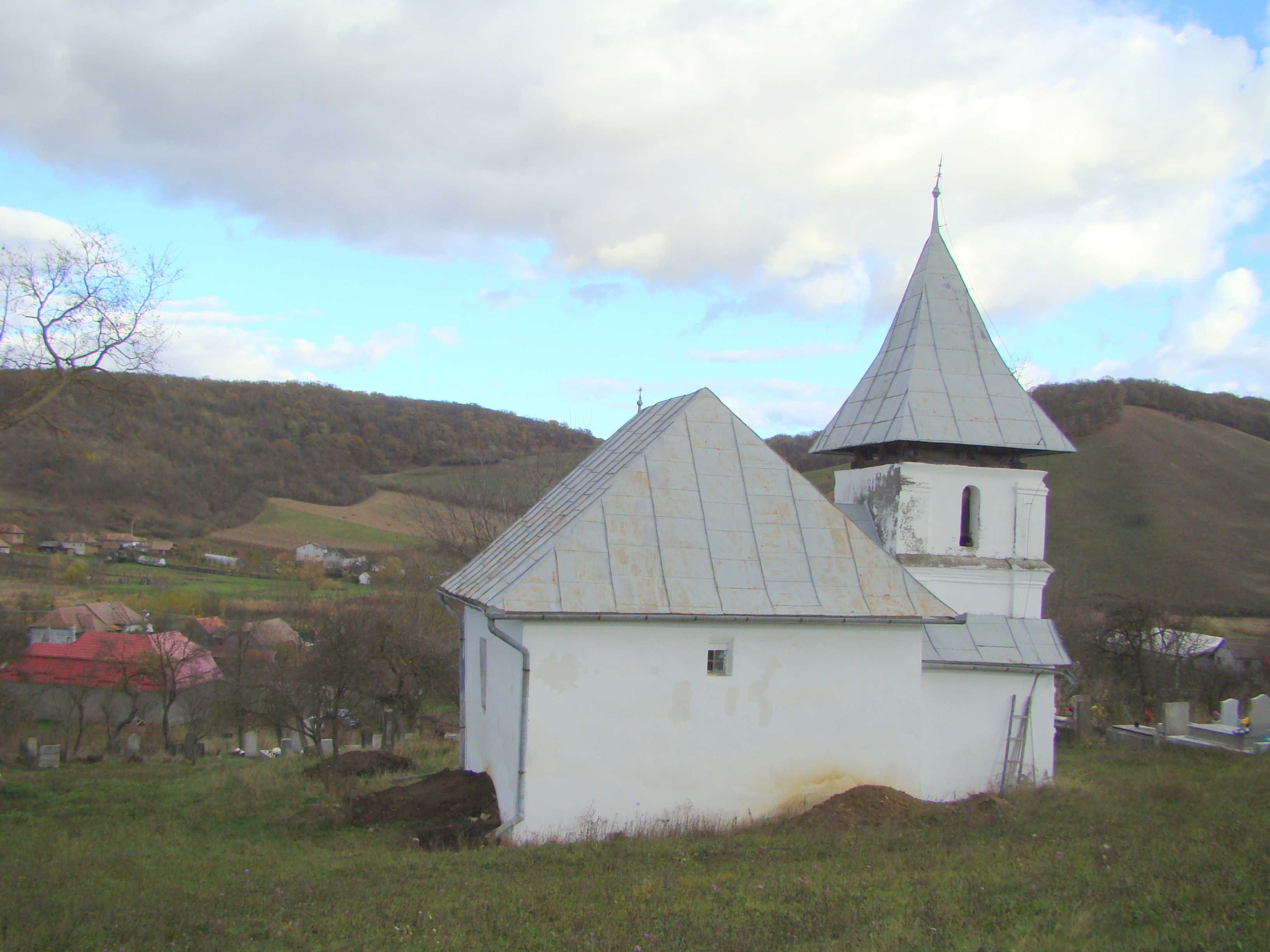
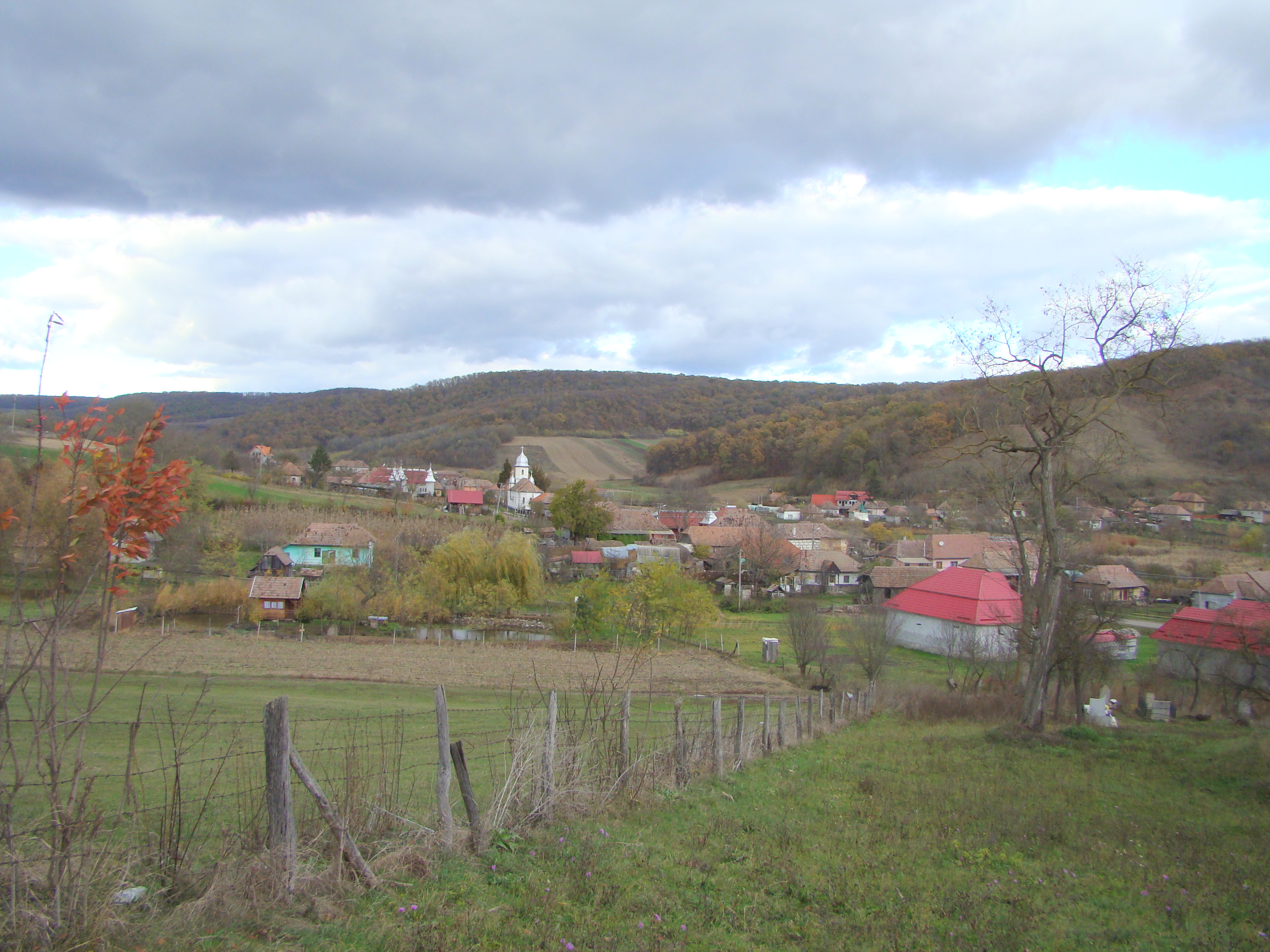
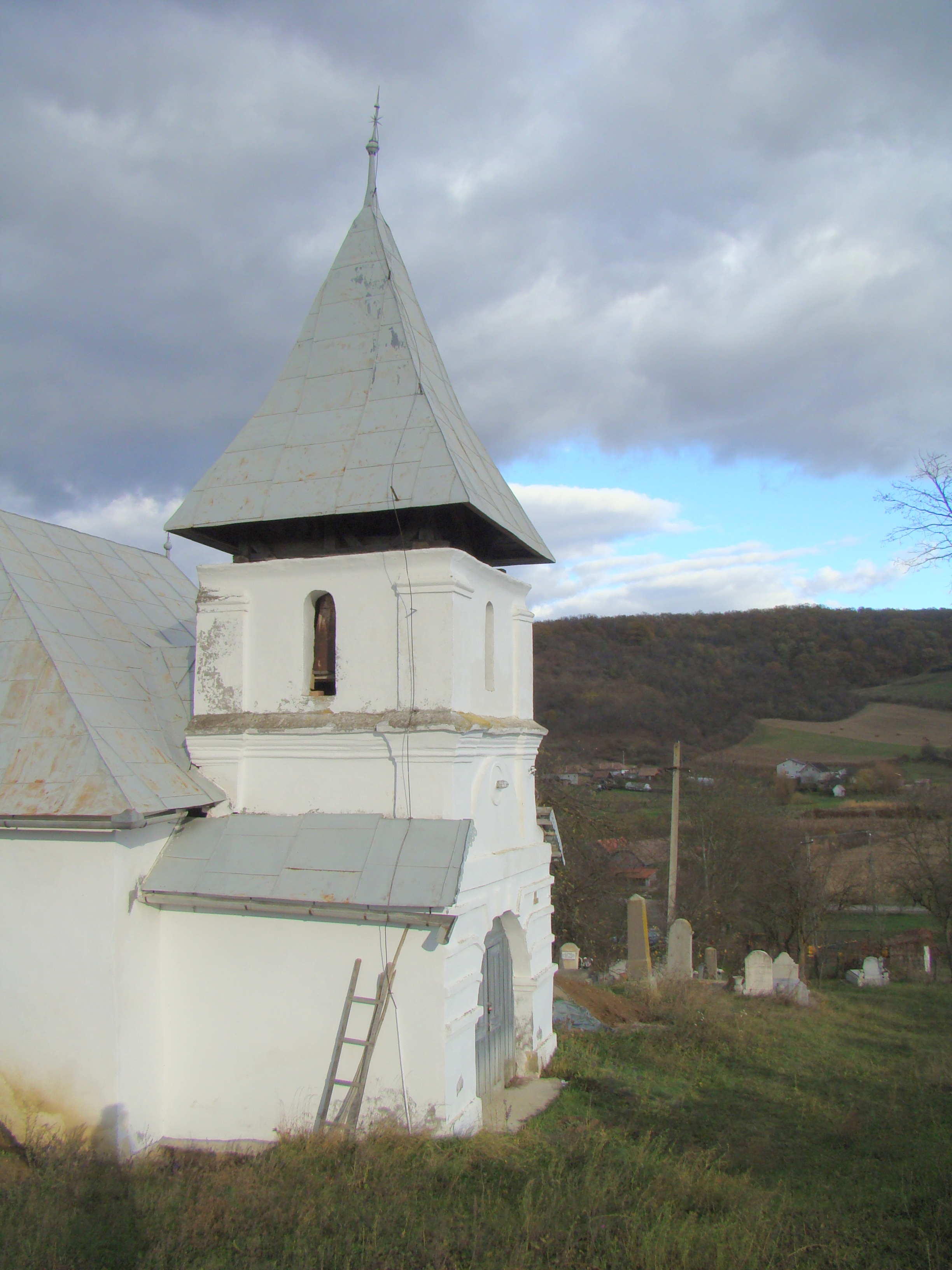
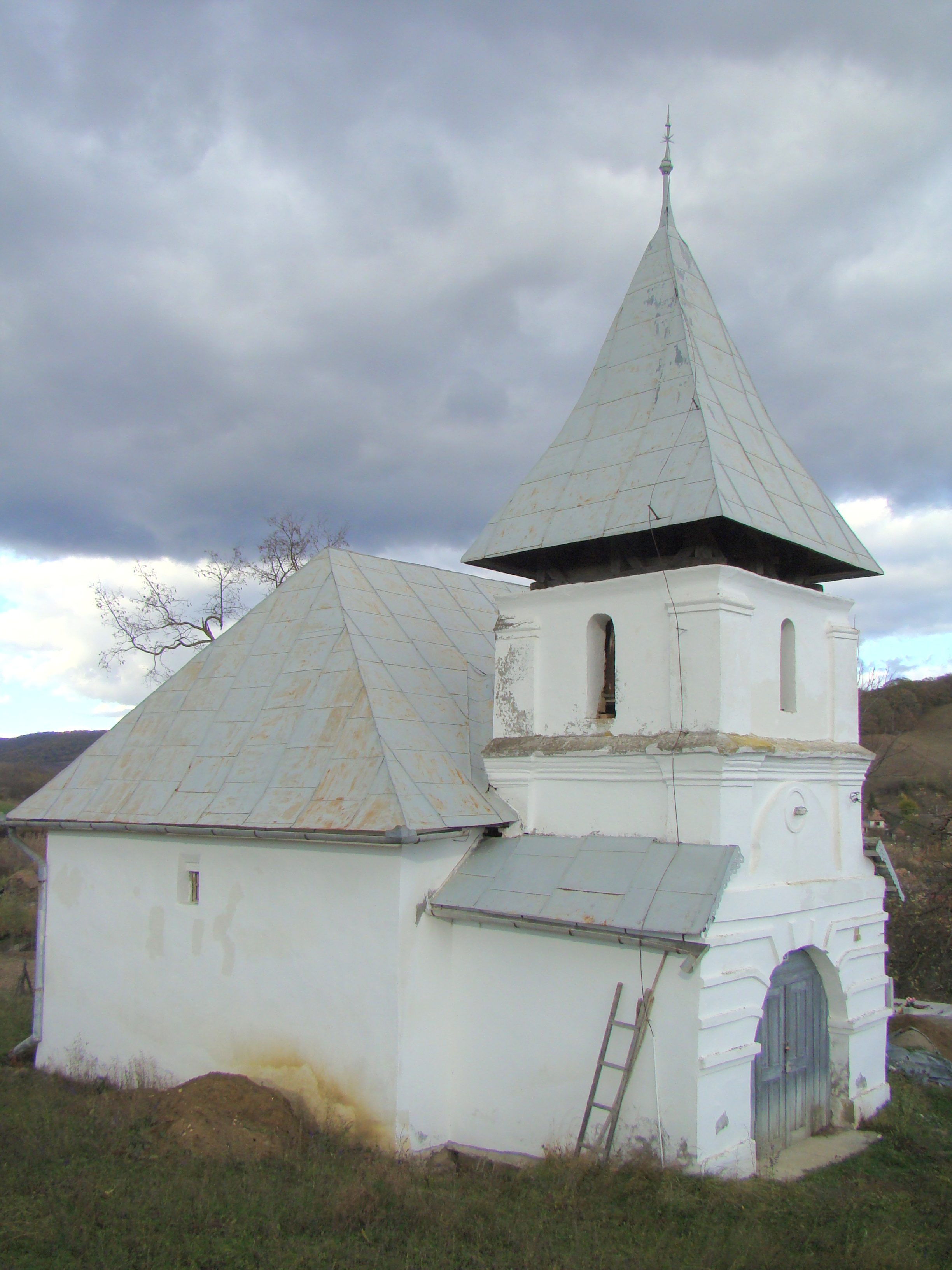
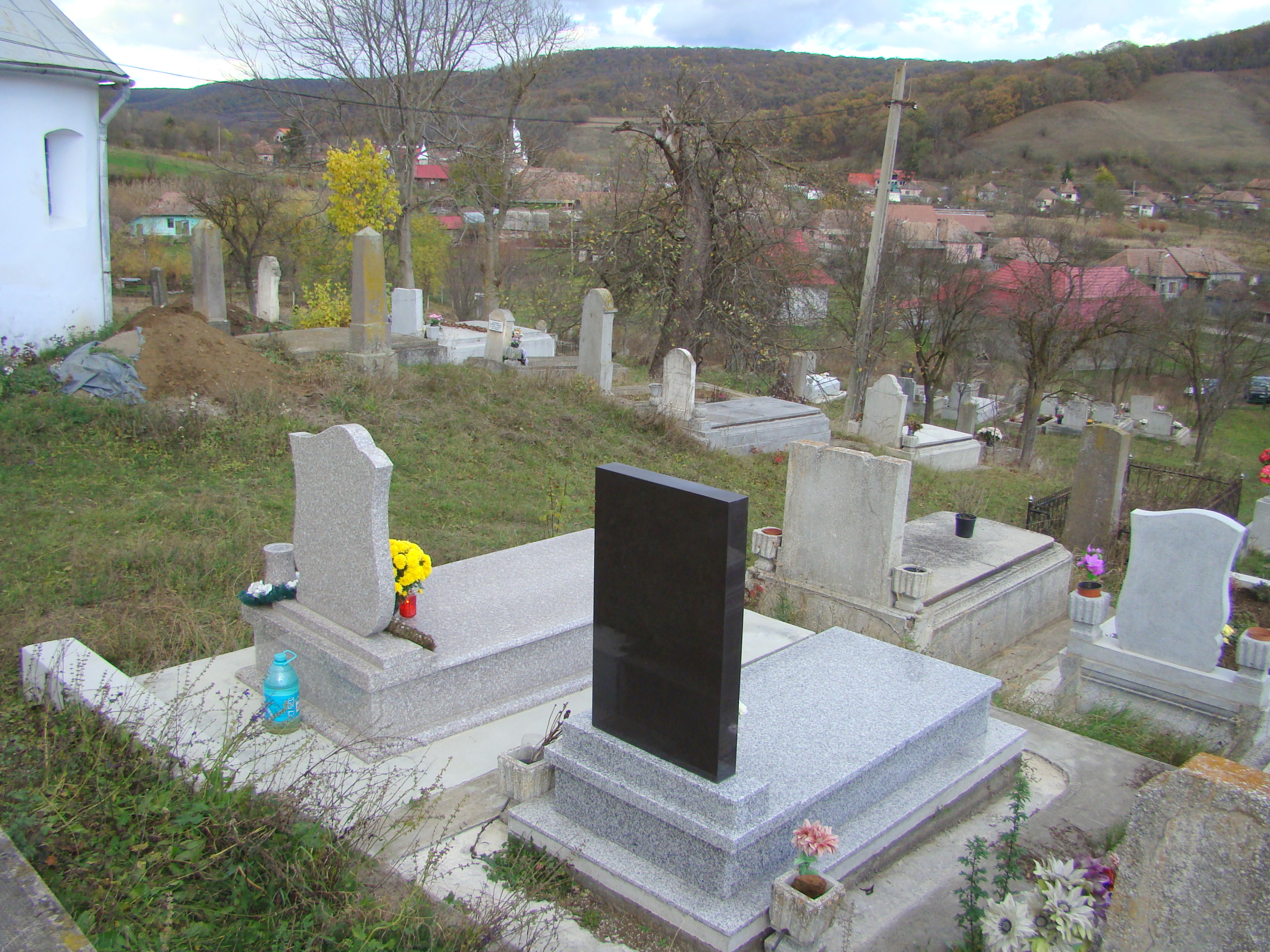
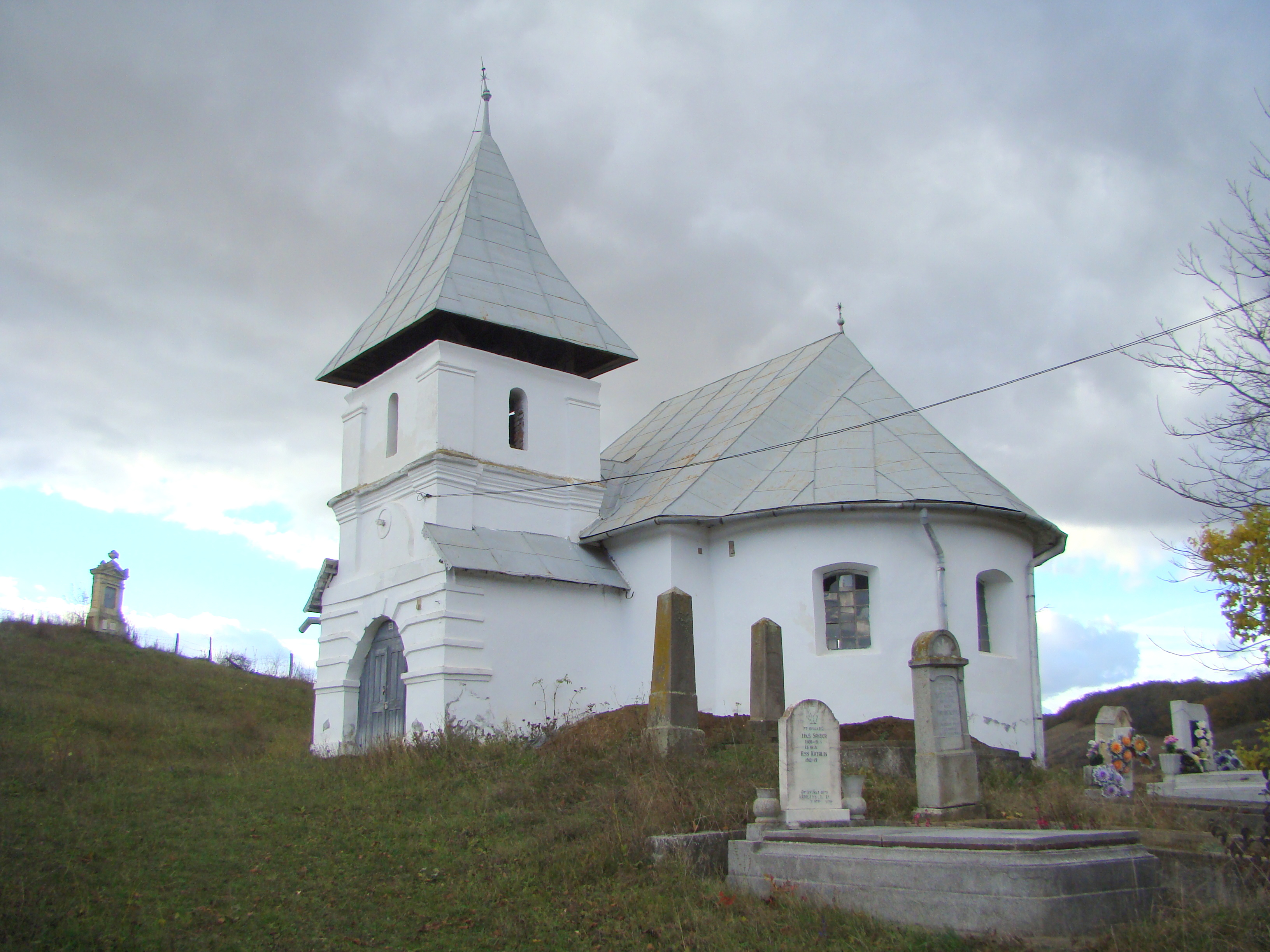
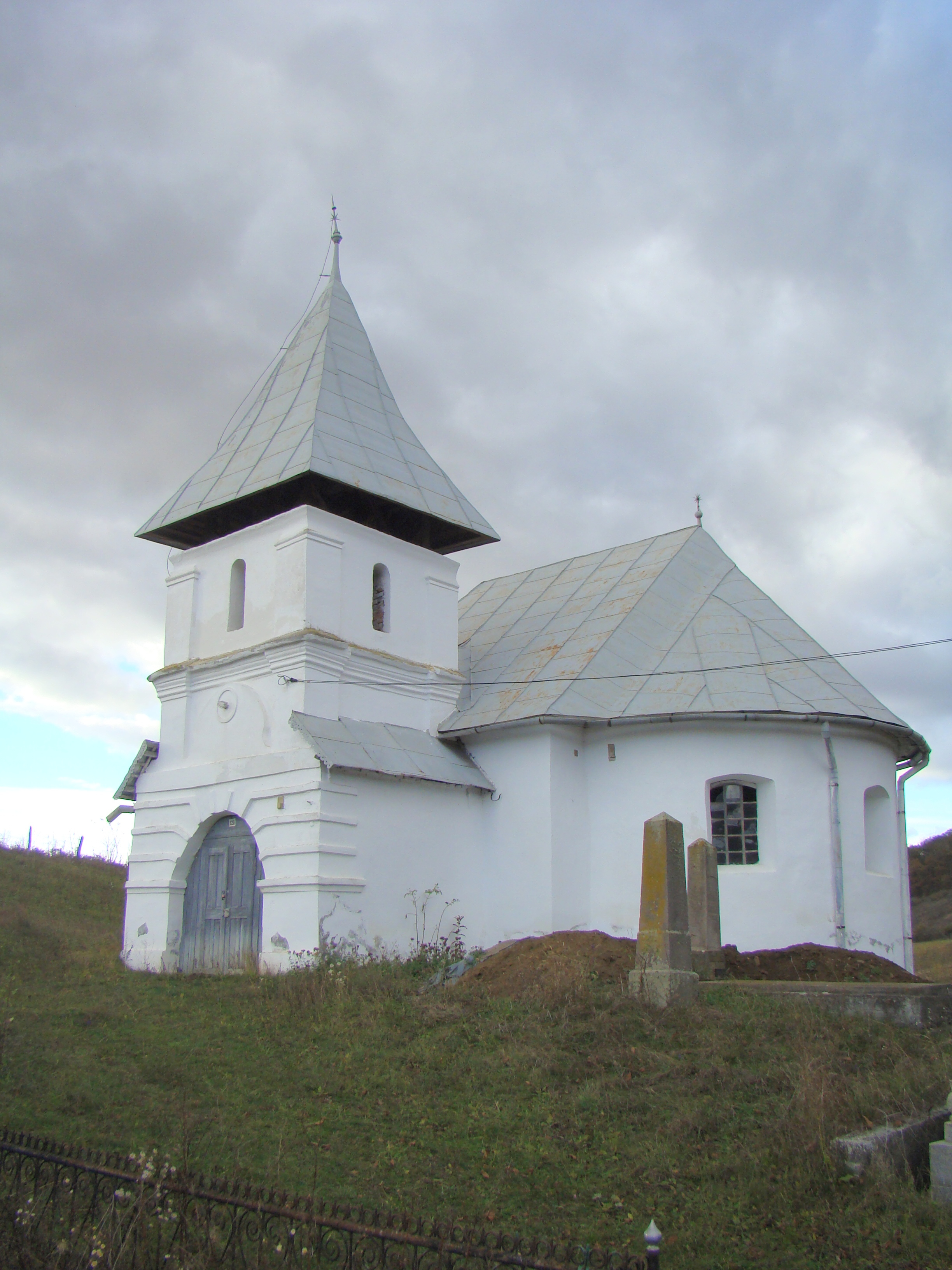
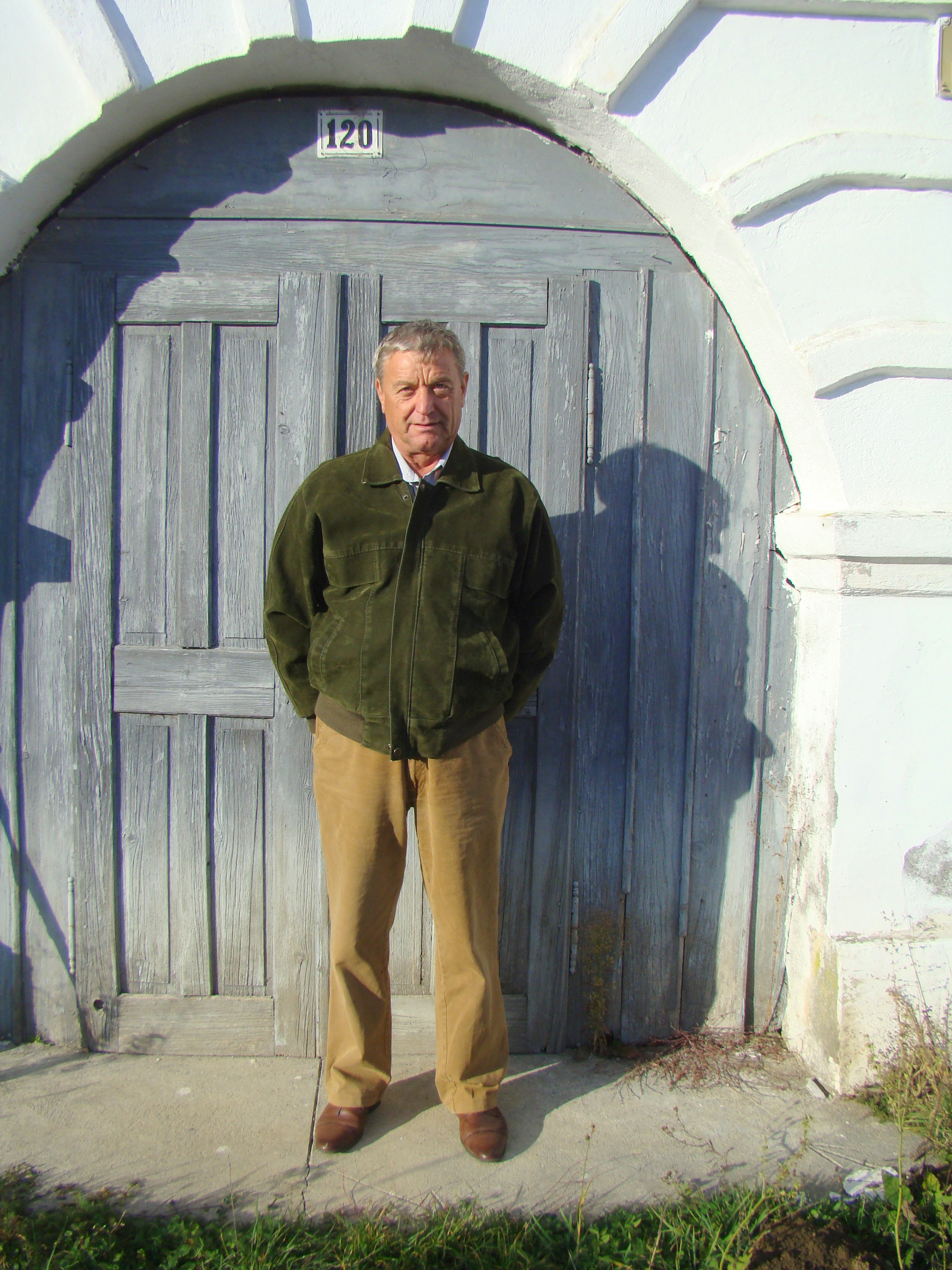
Curatorul bisericii reformate din Hărțău, judeţul Mureș: Keresztesi Csaba
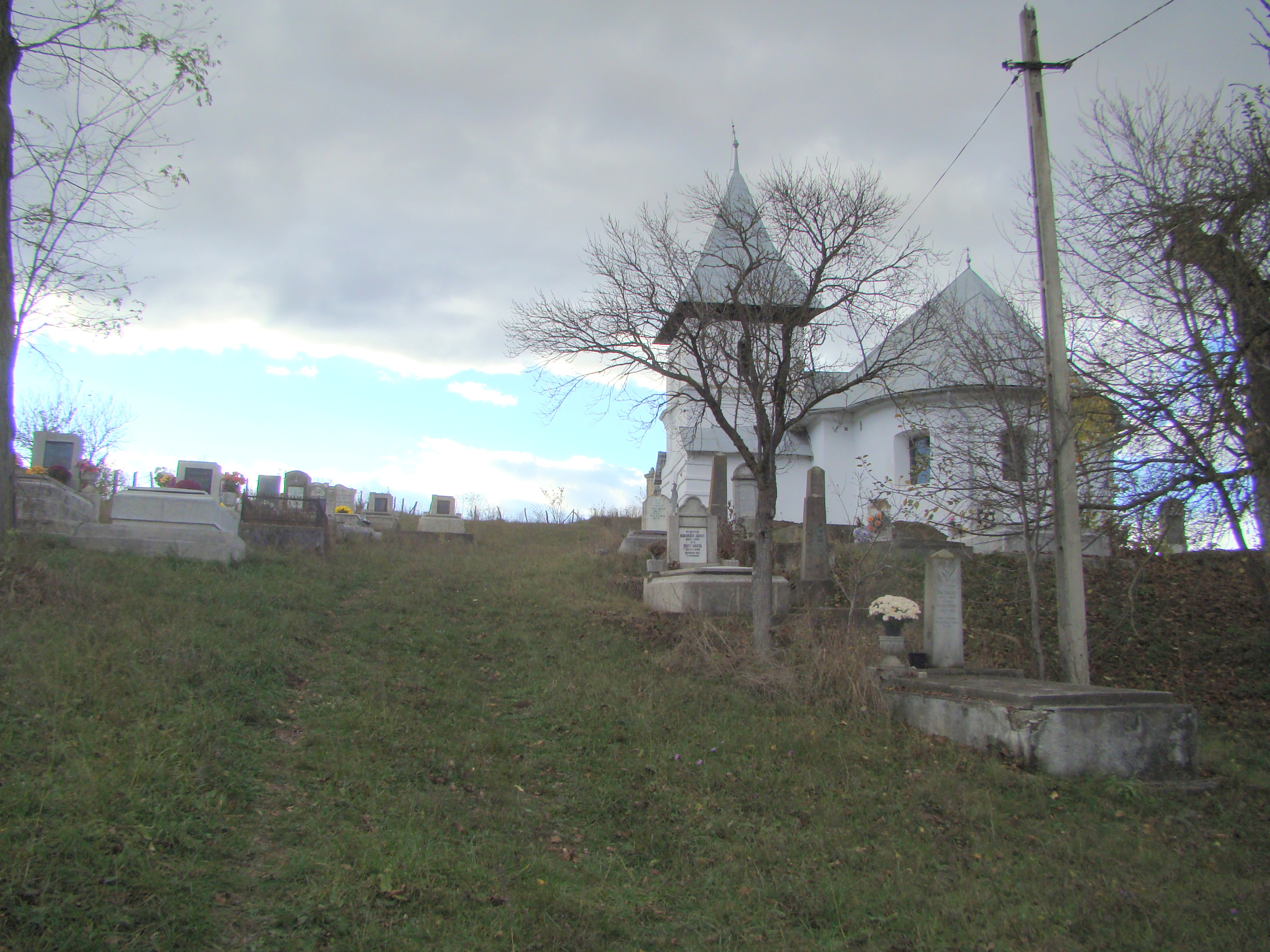
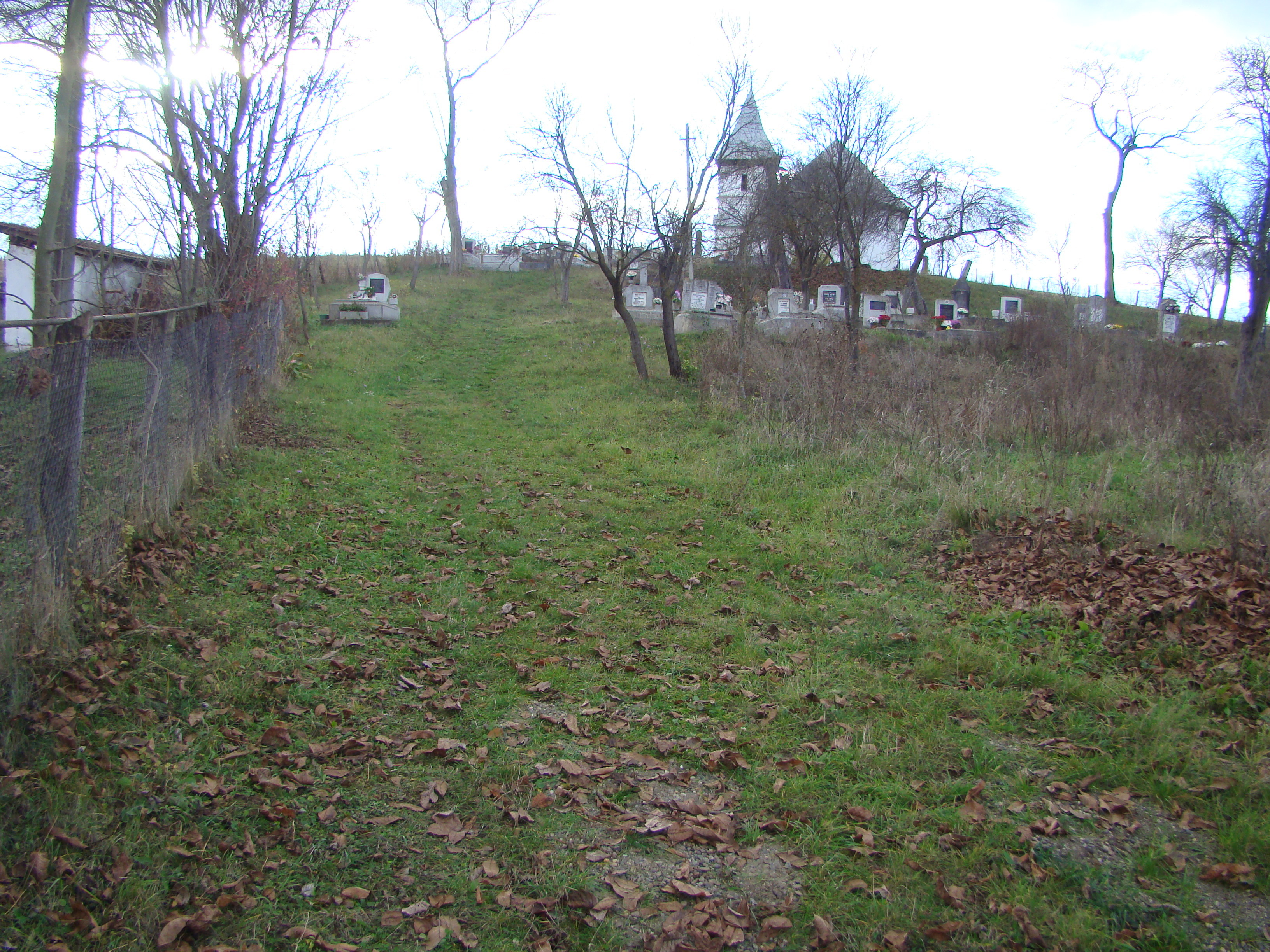

## Imagini din interior

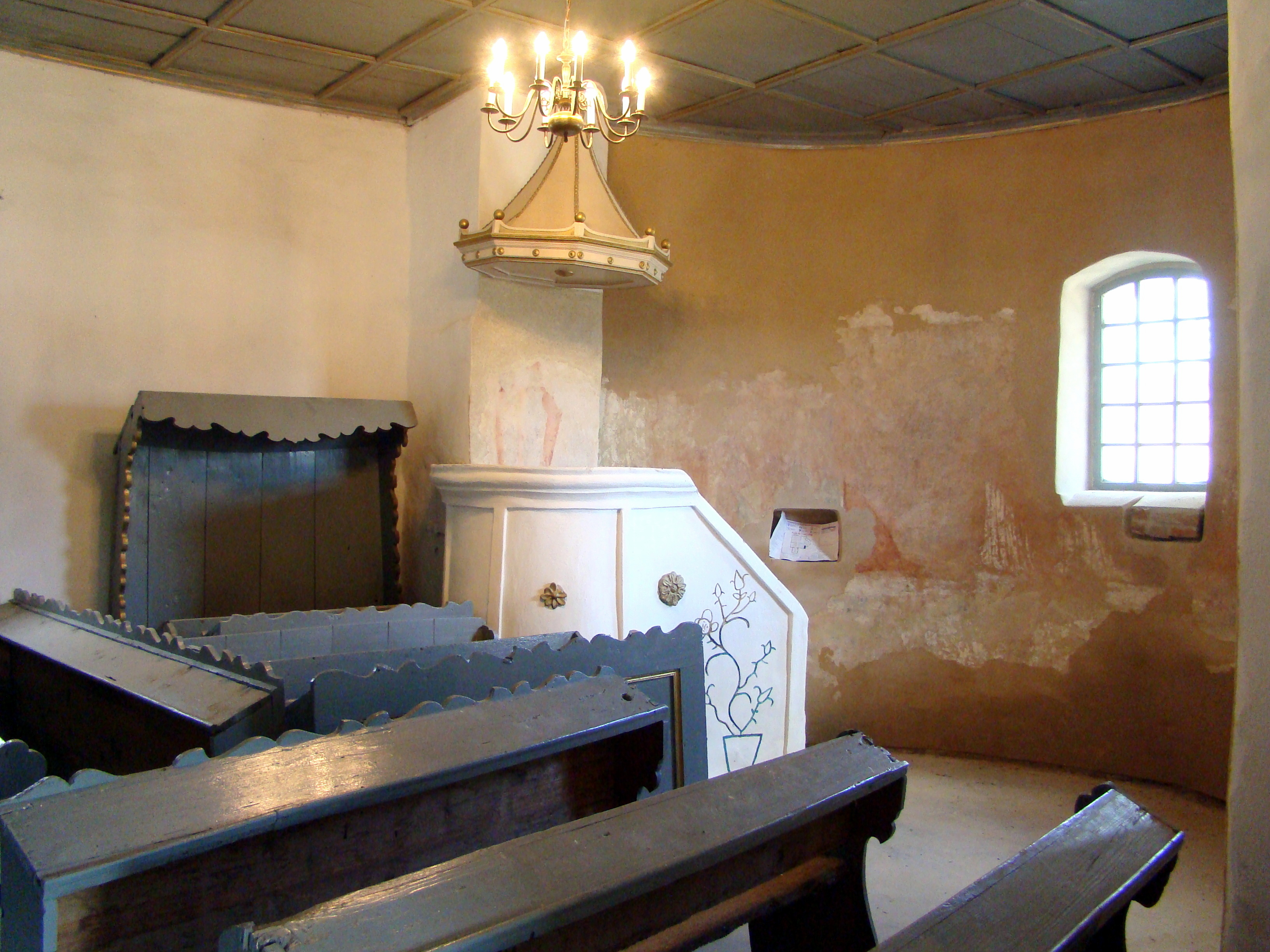
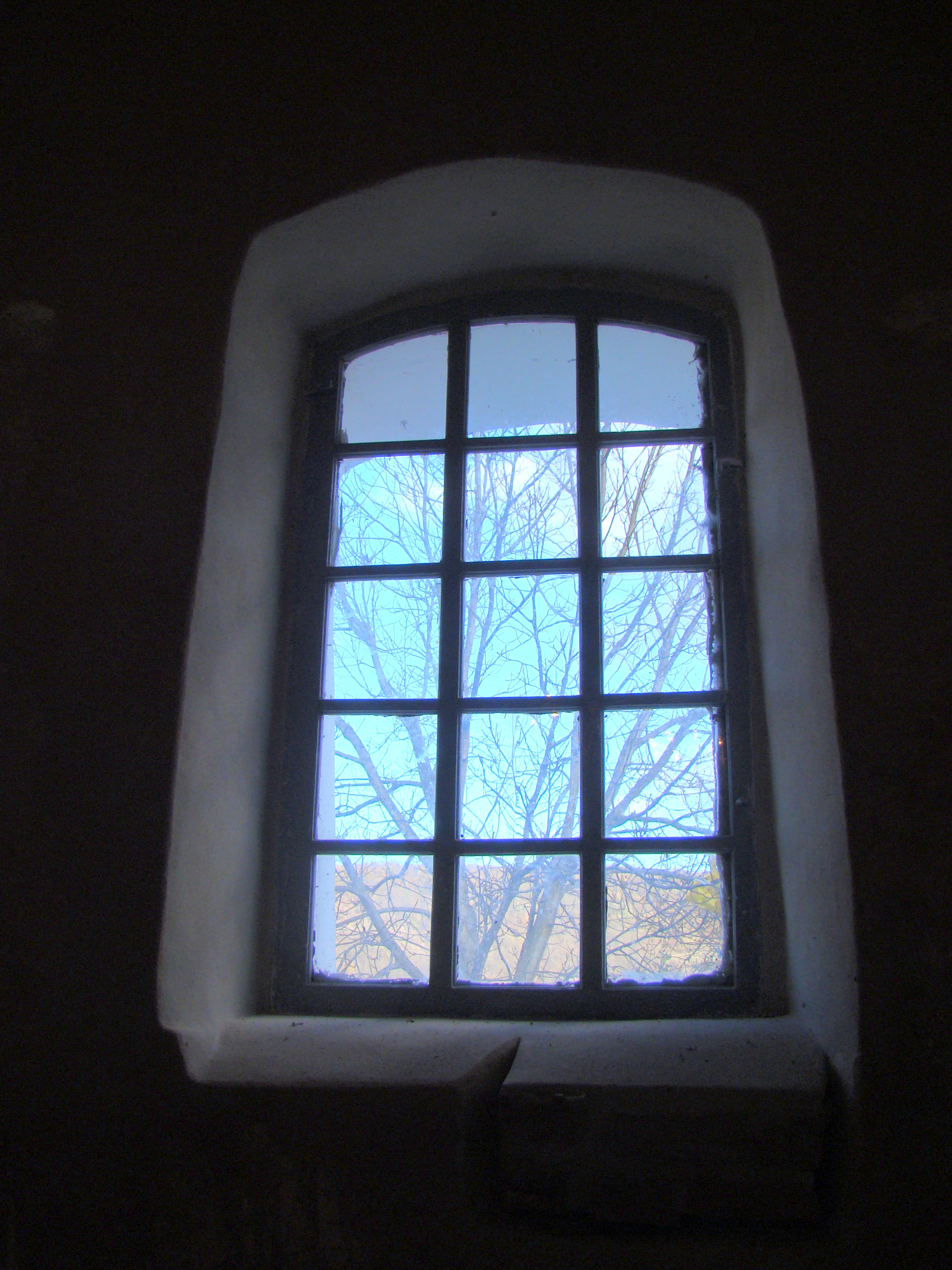
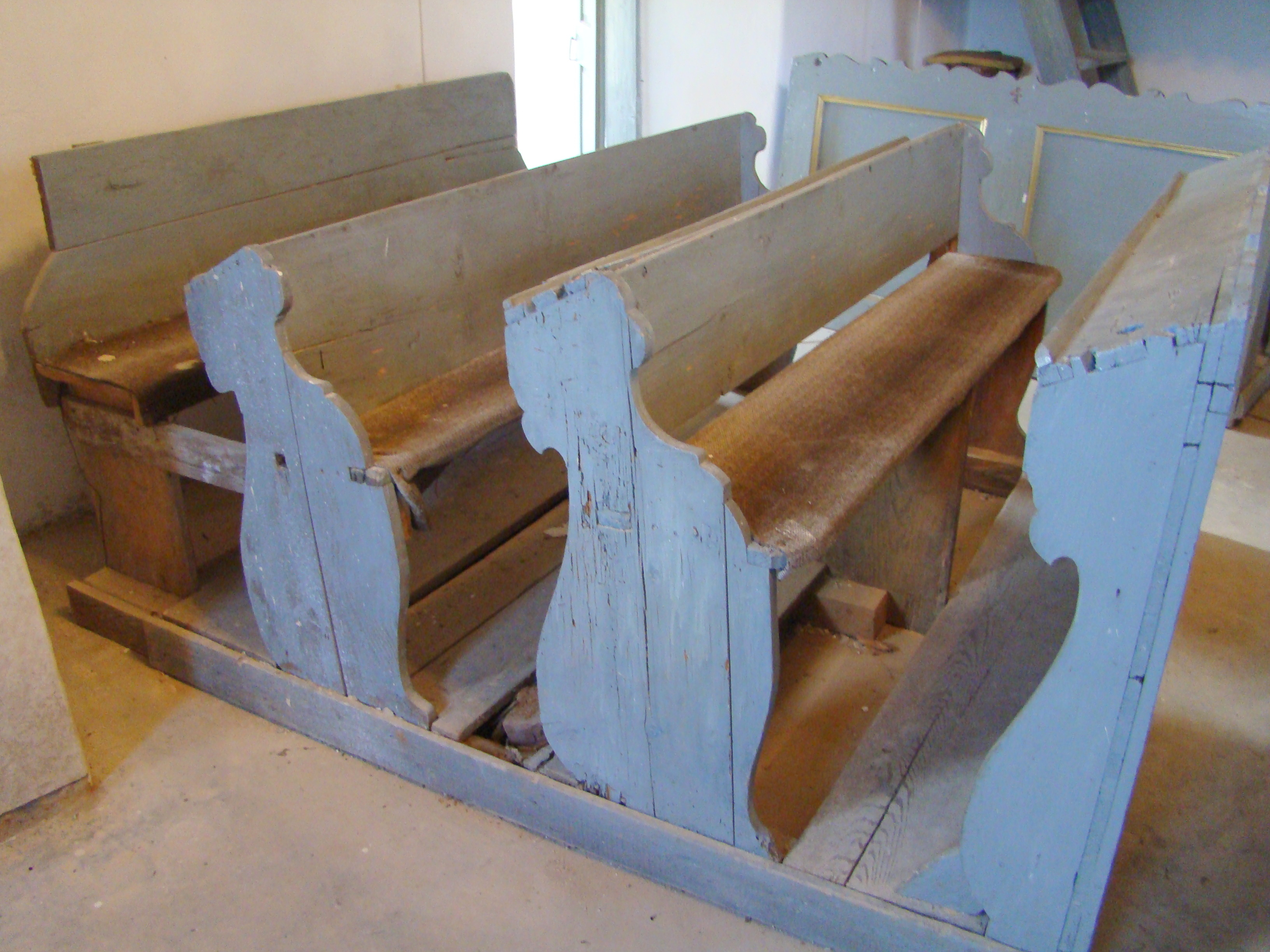
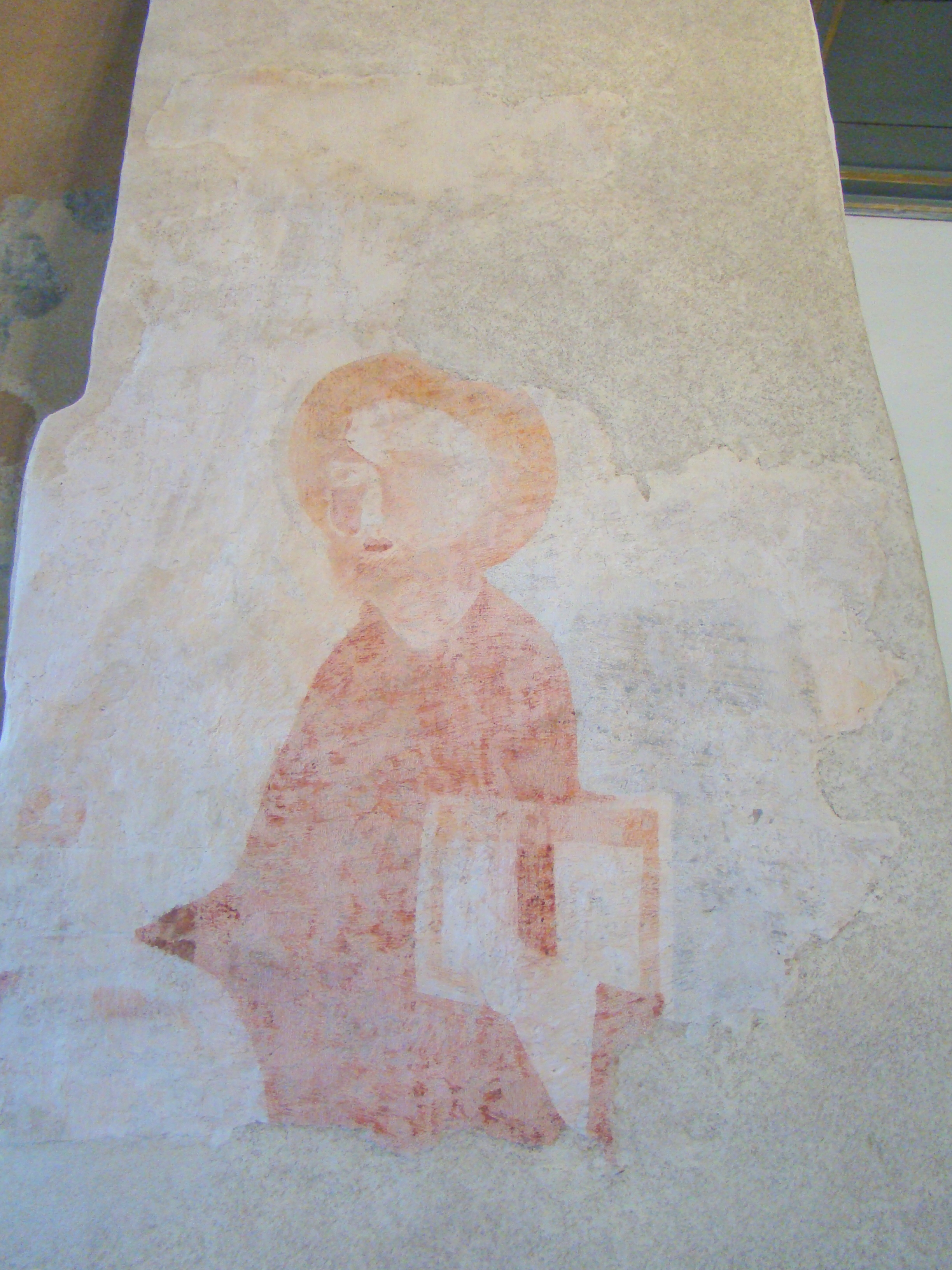
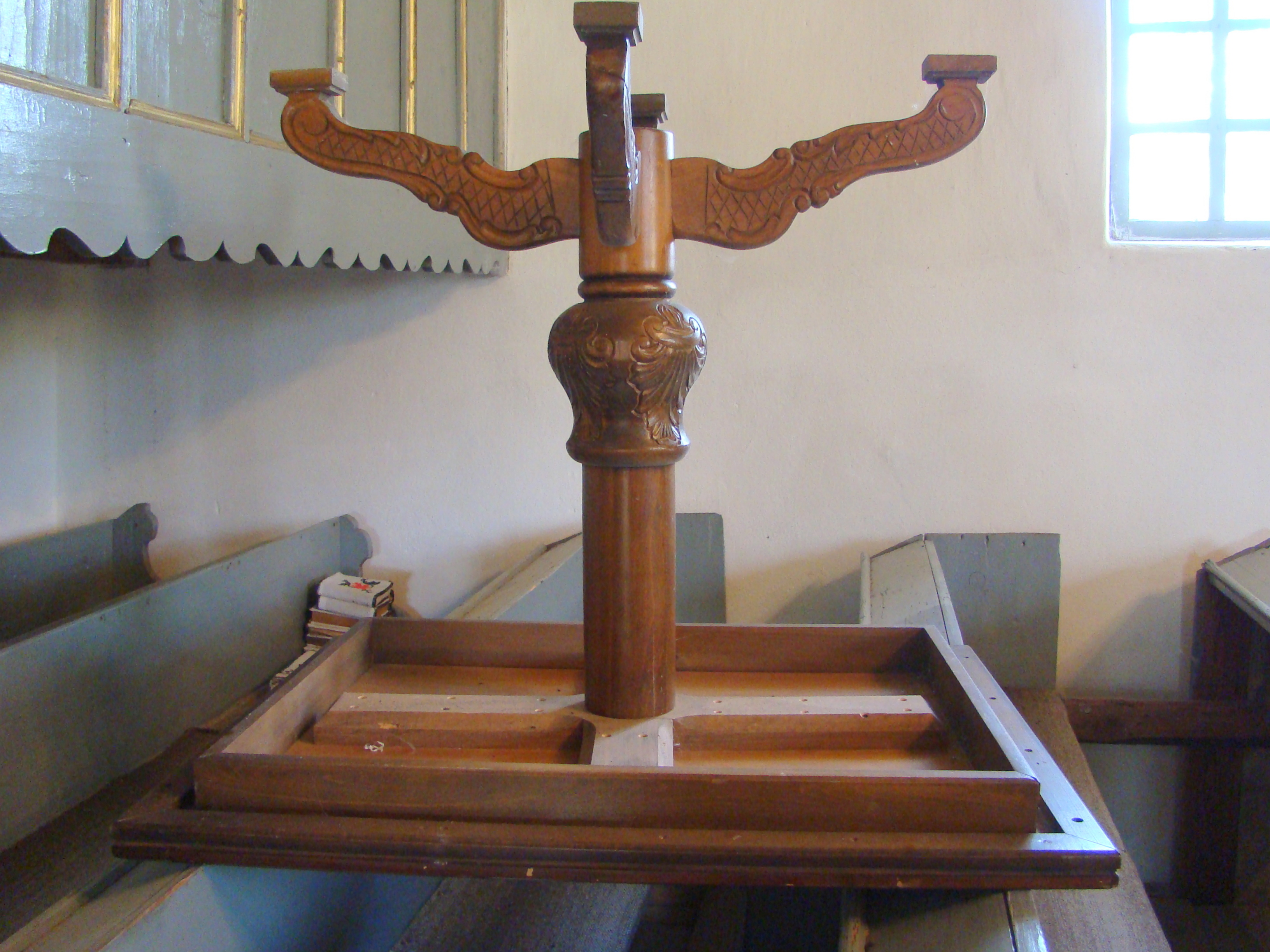
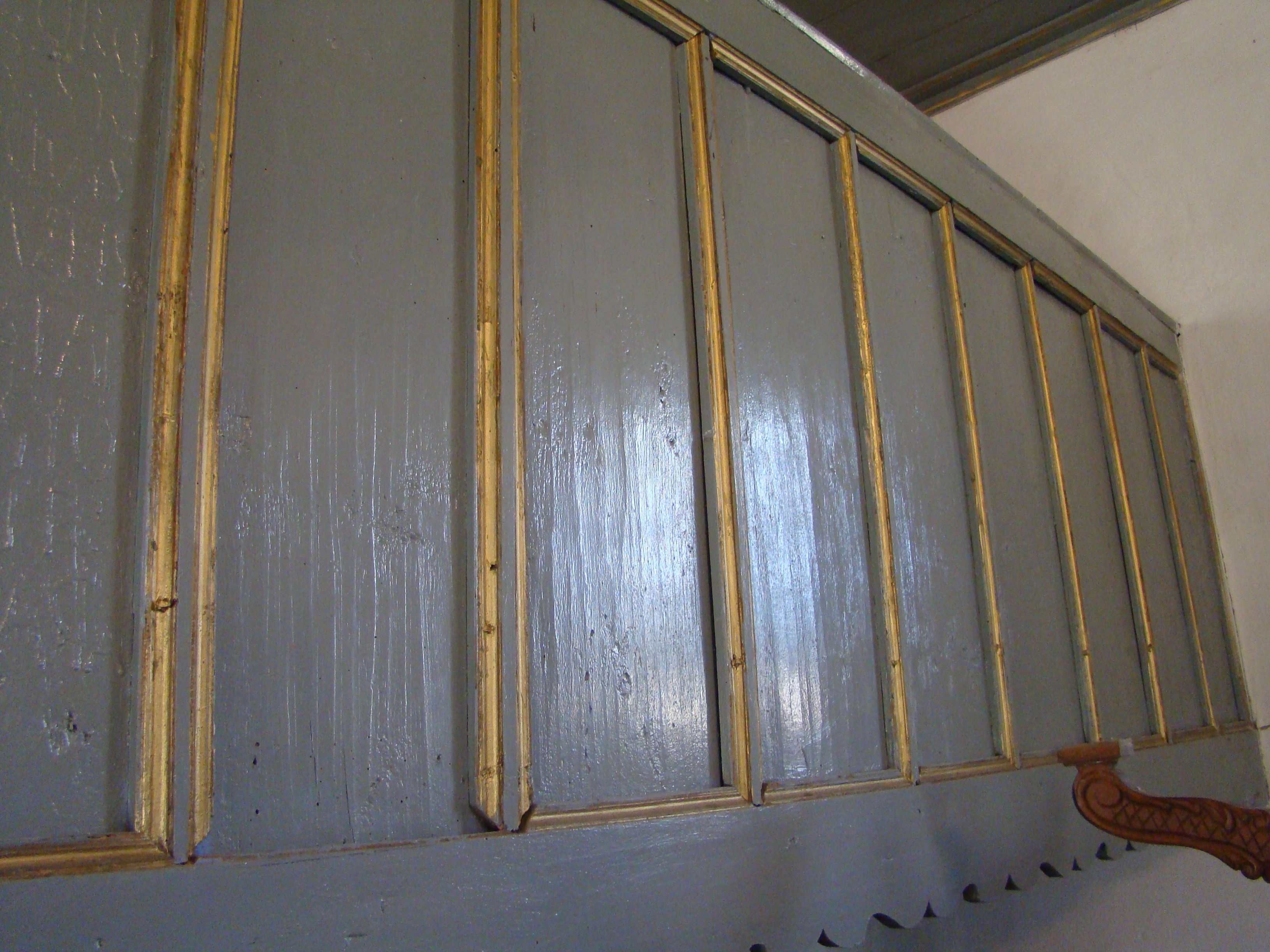
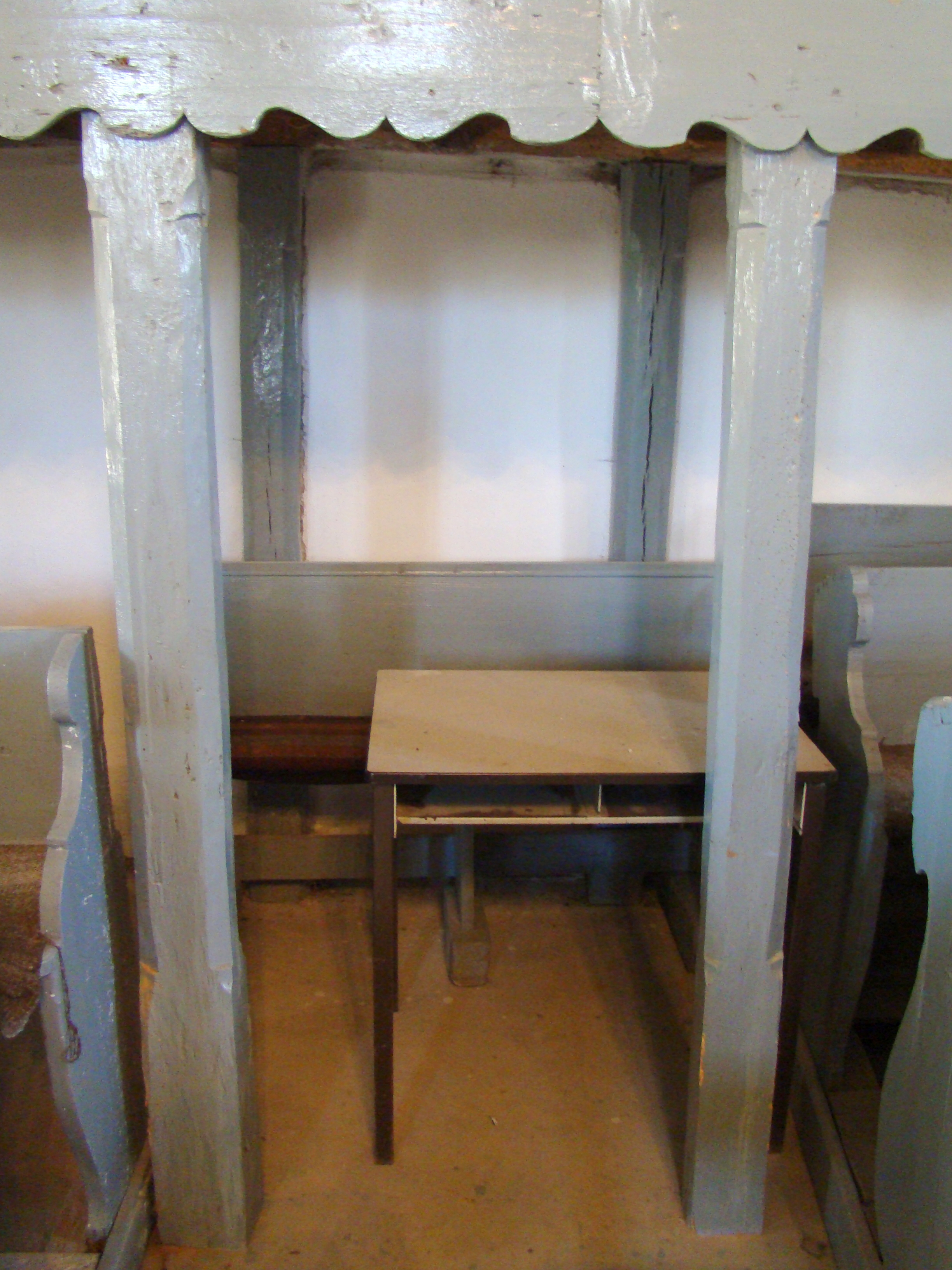
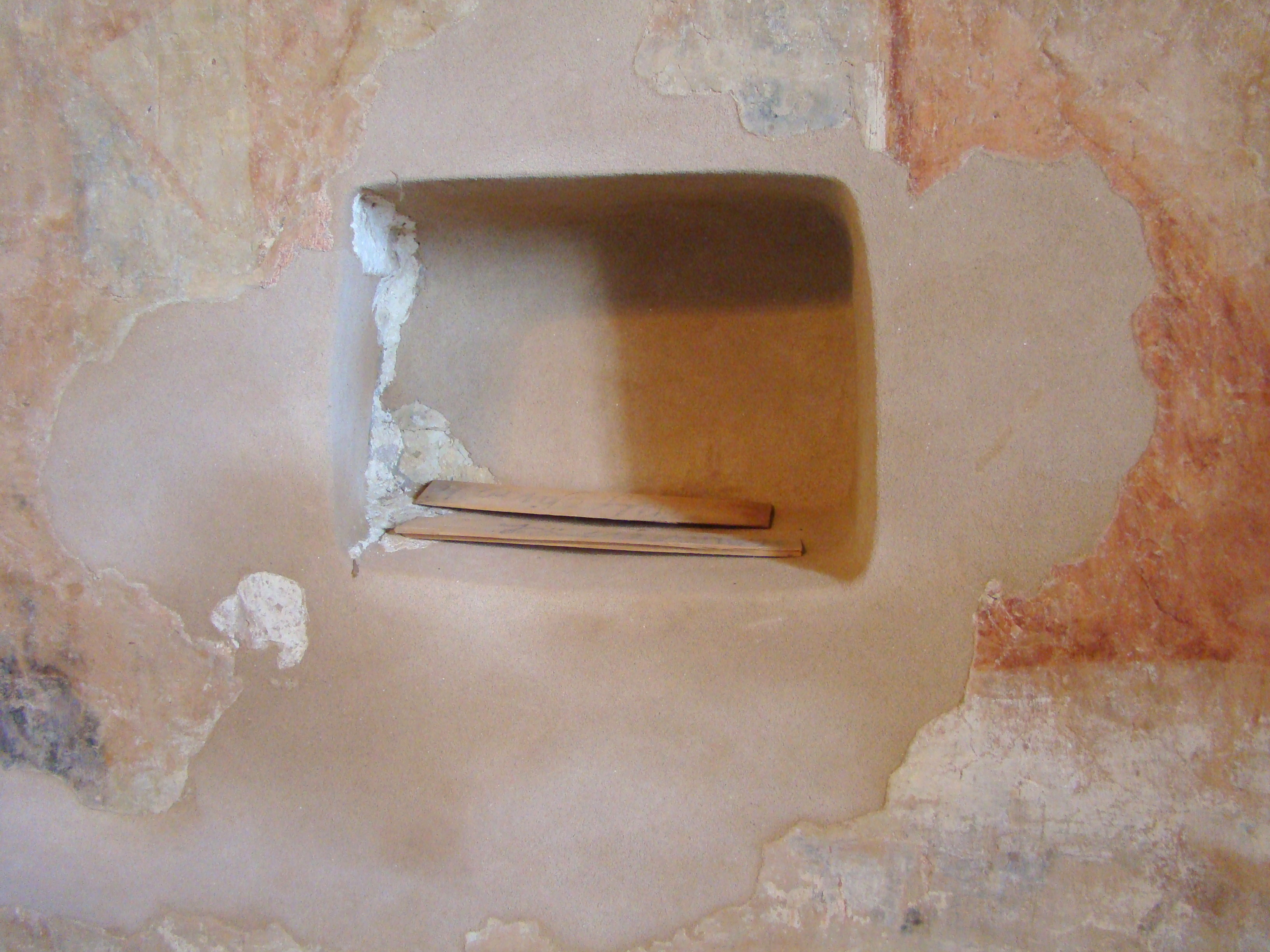
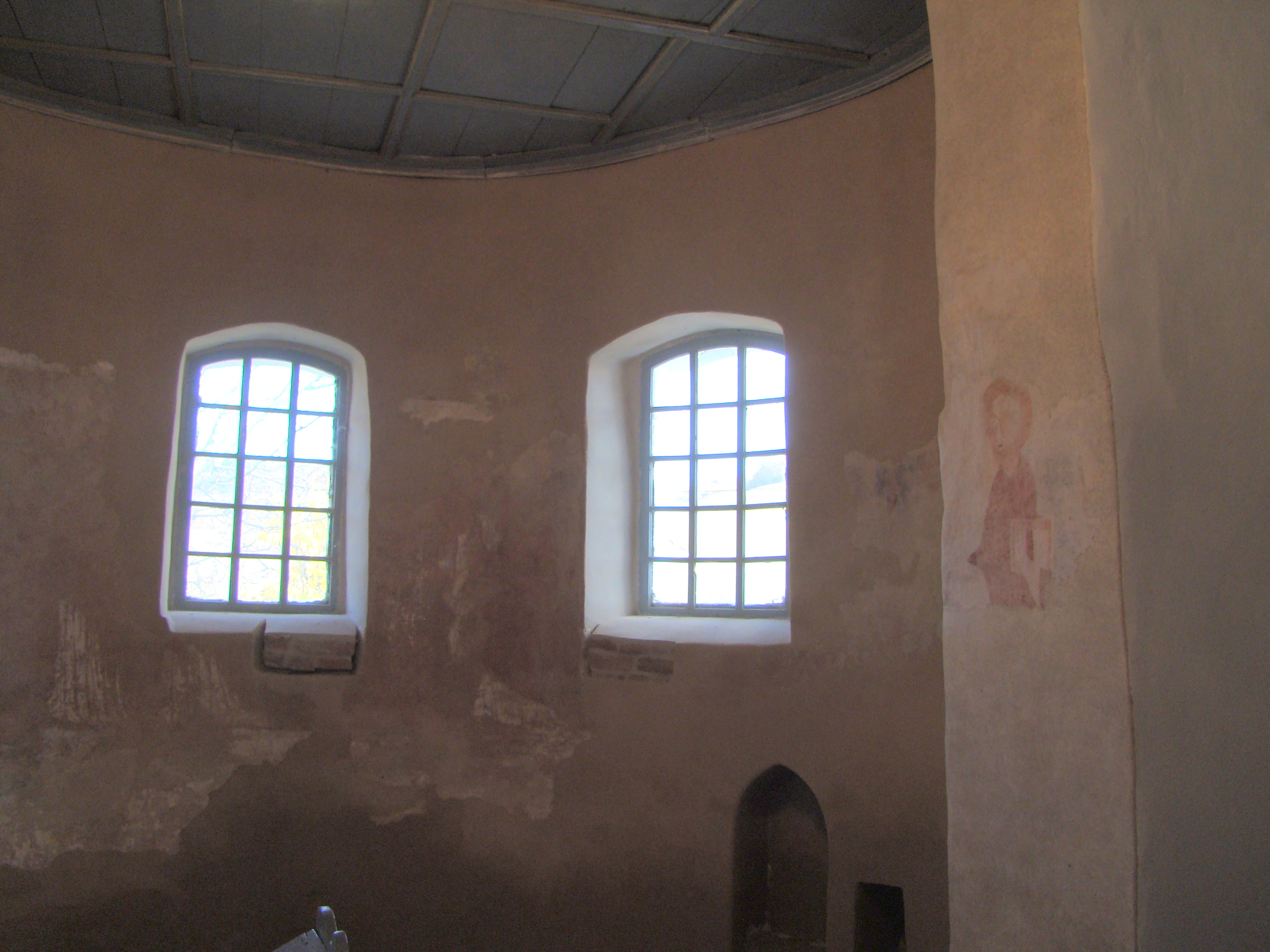
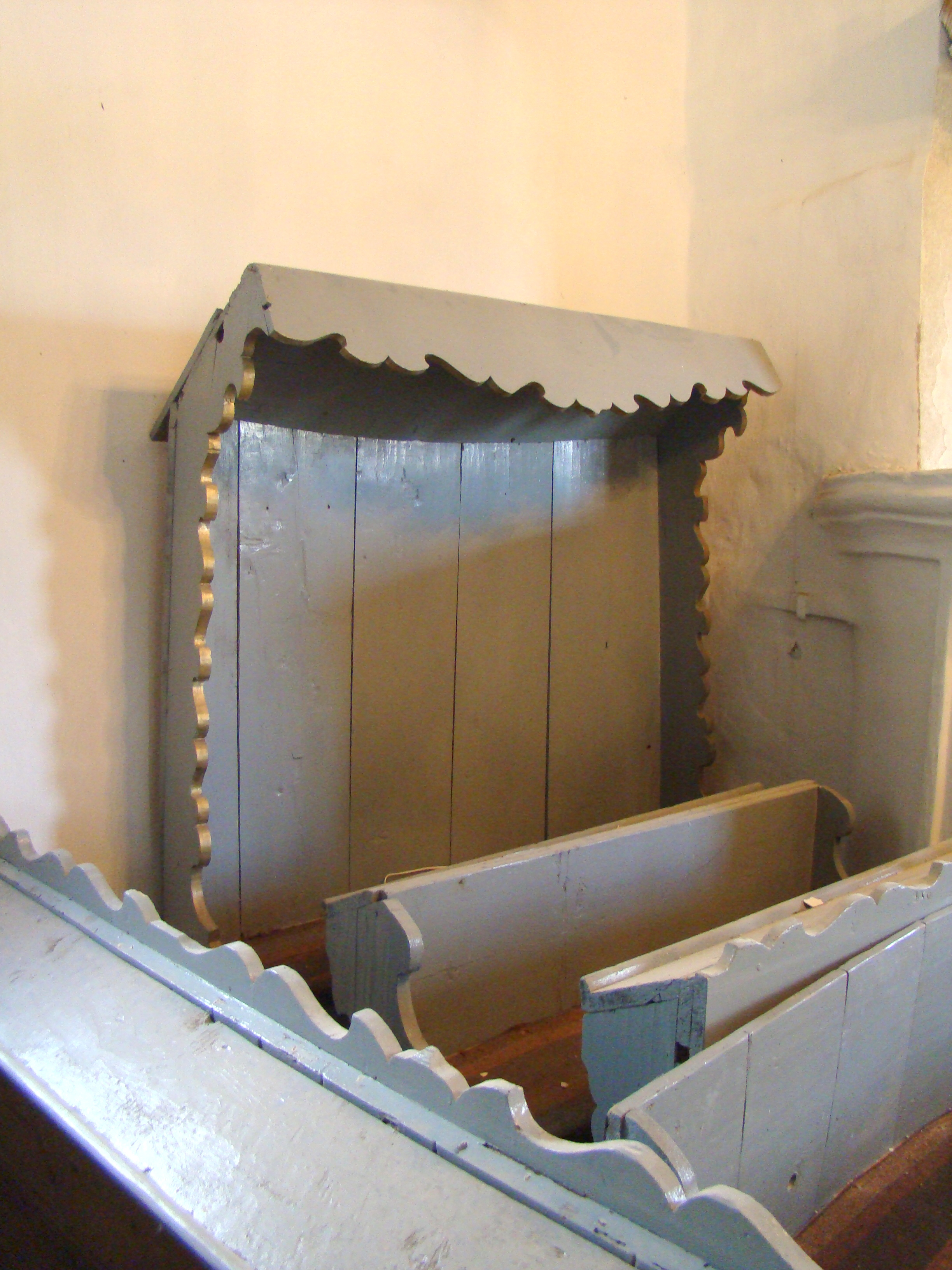
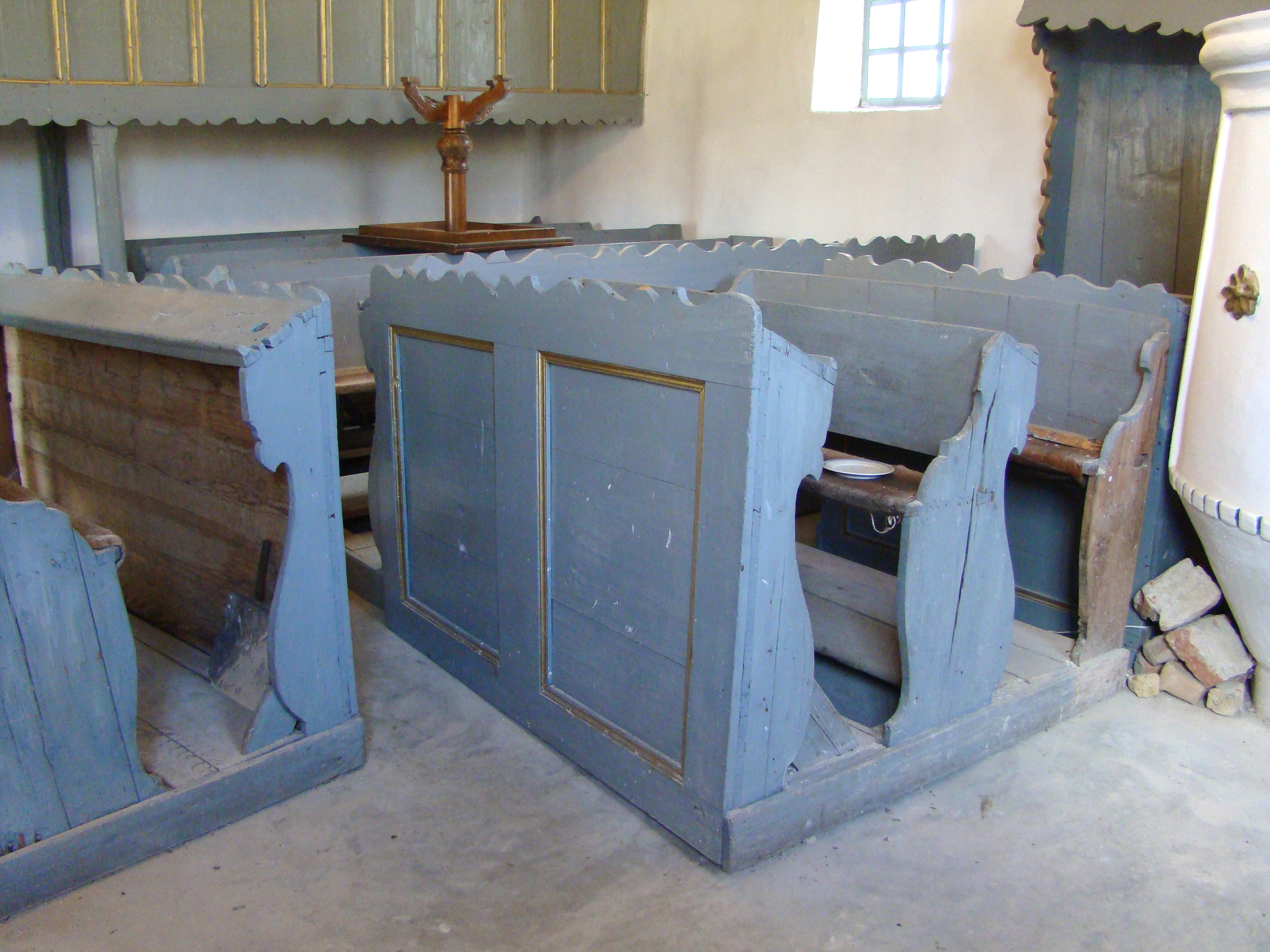
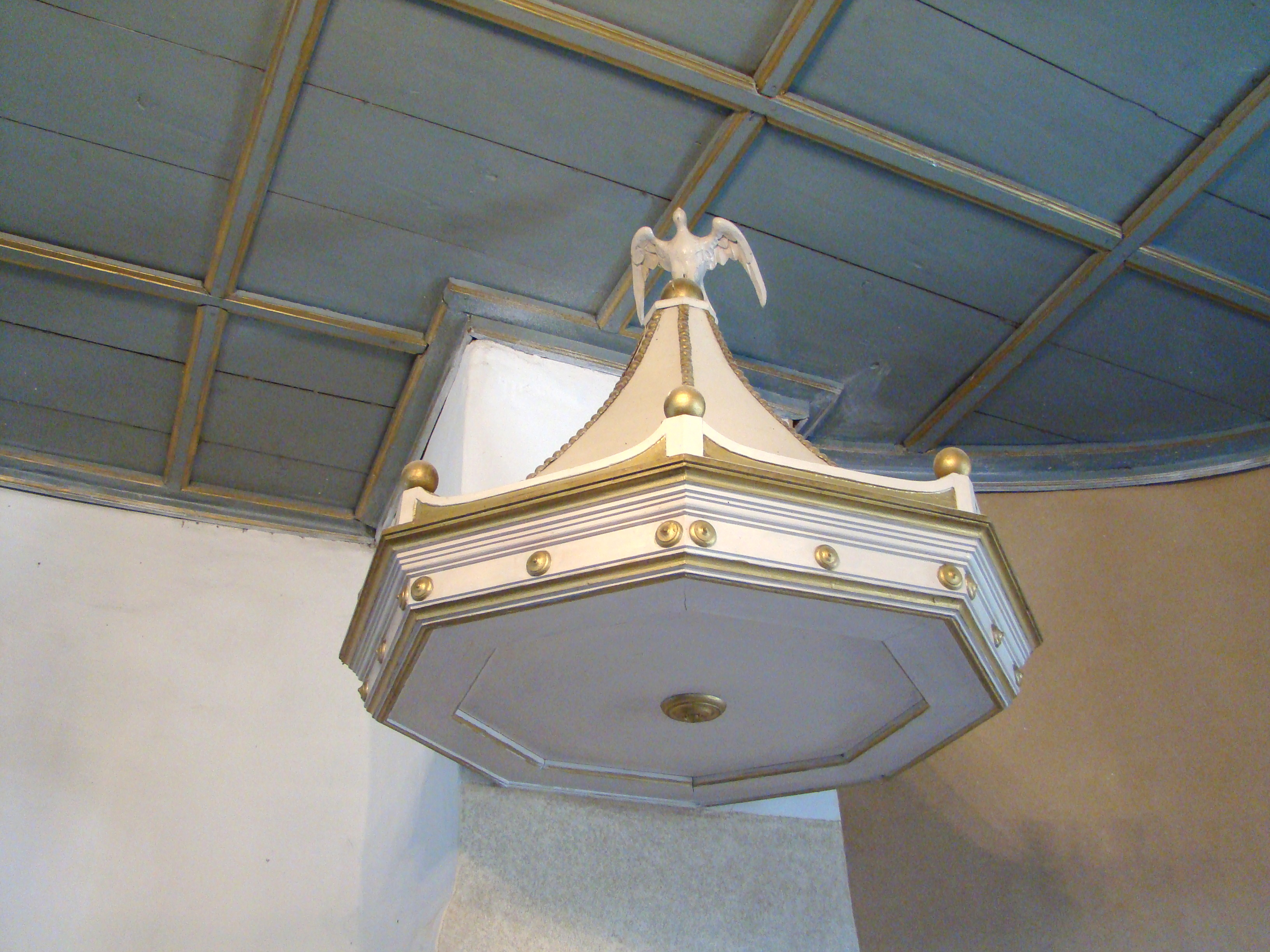
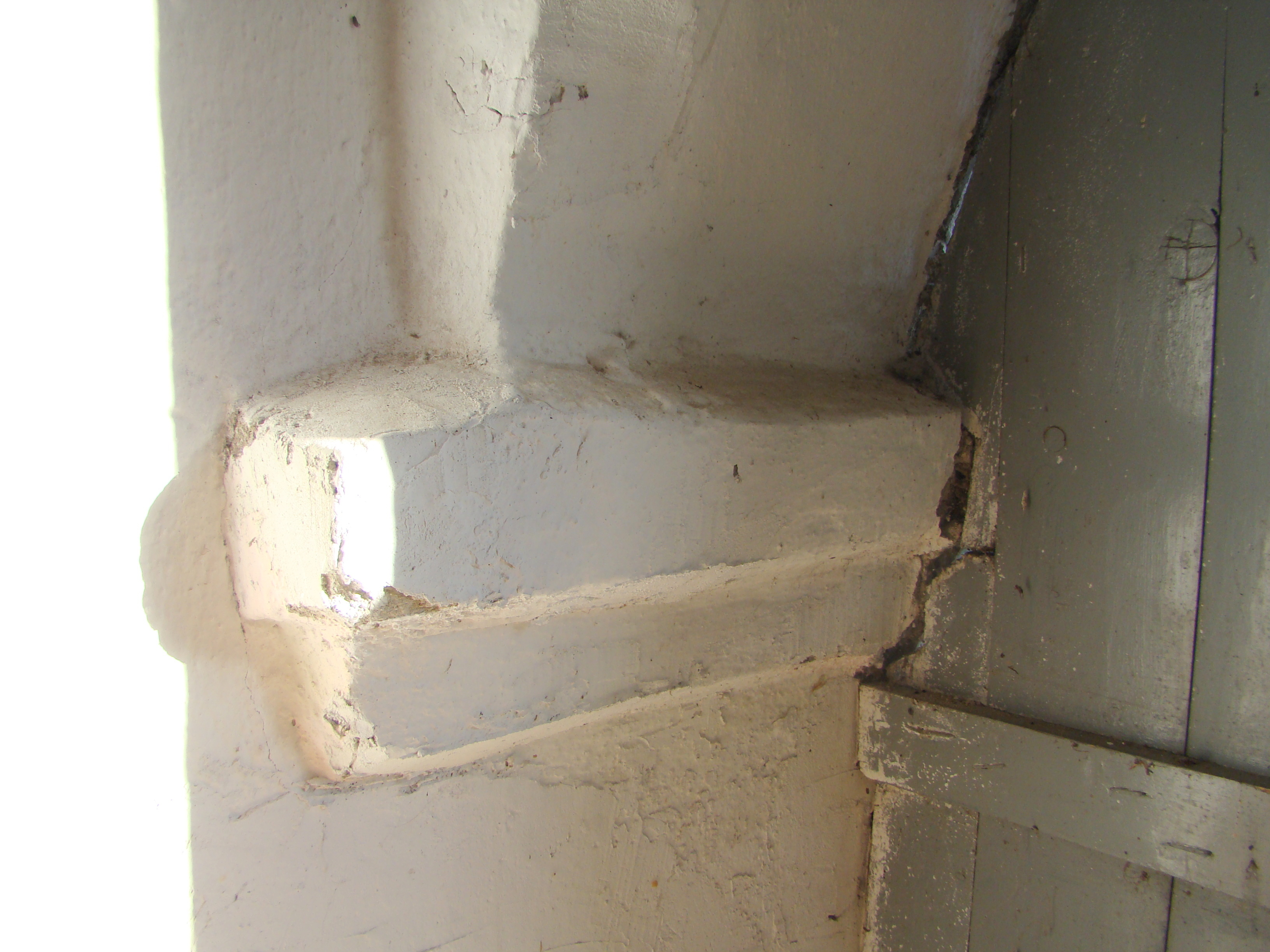
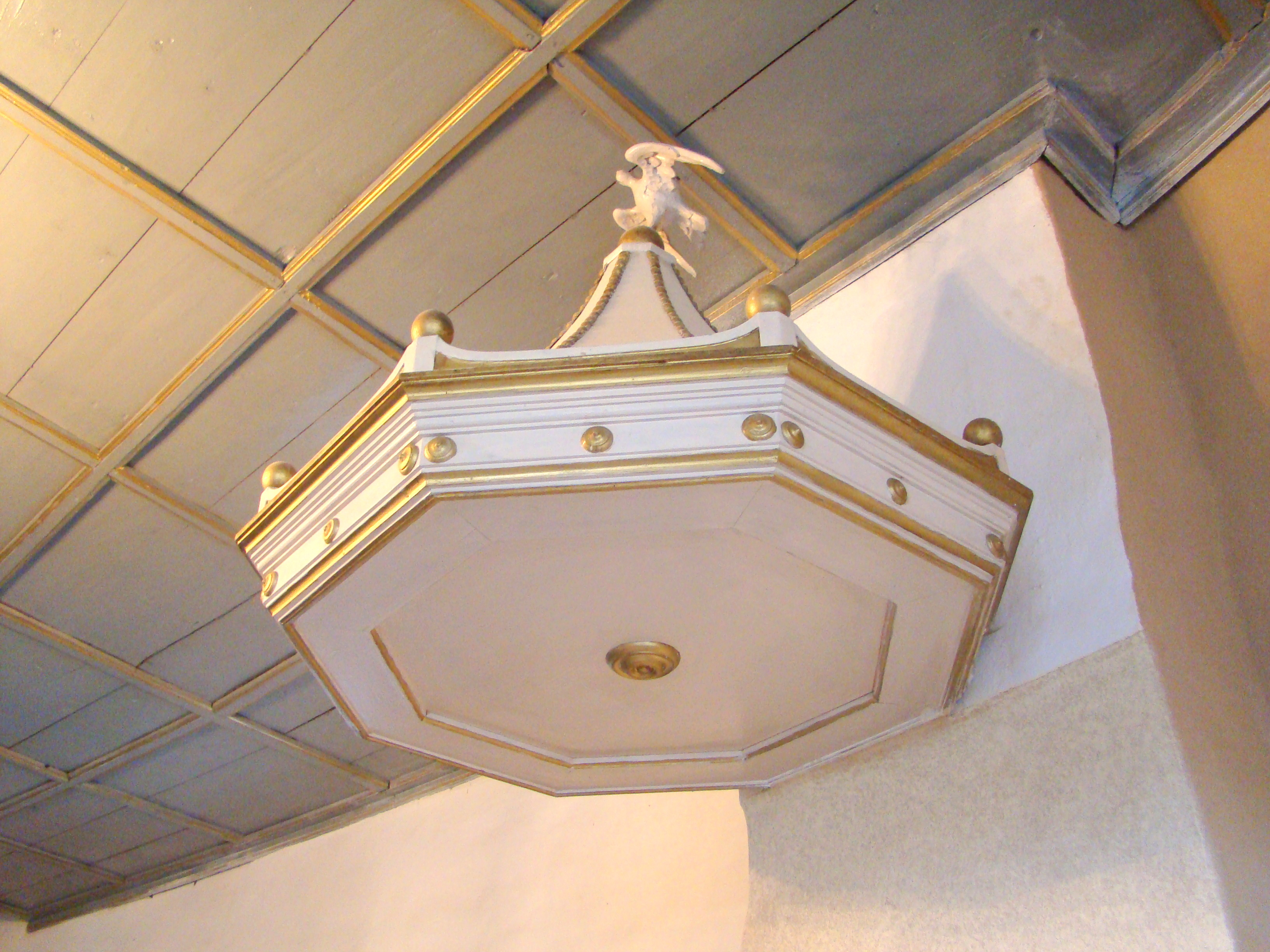
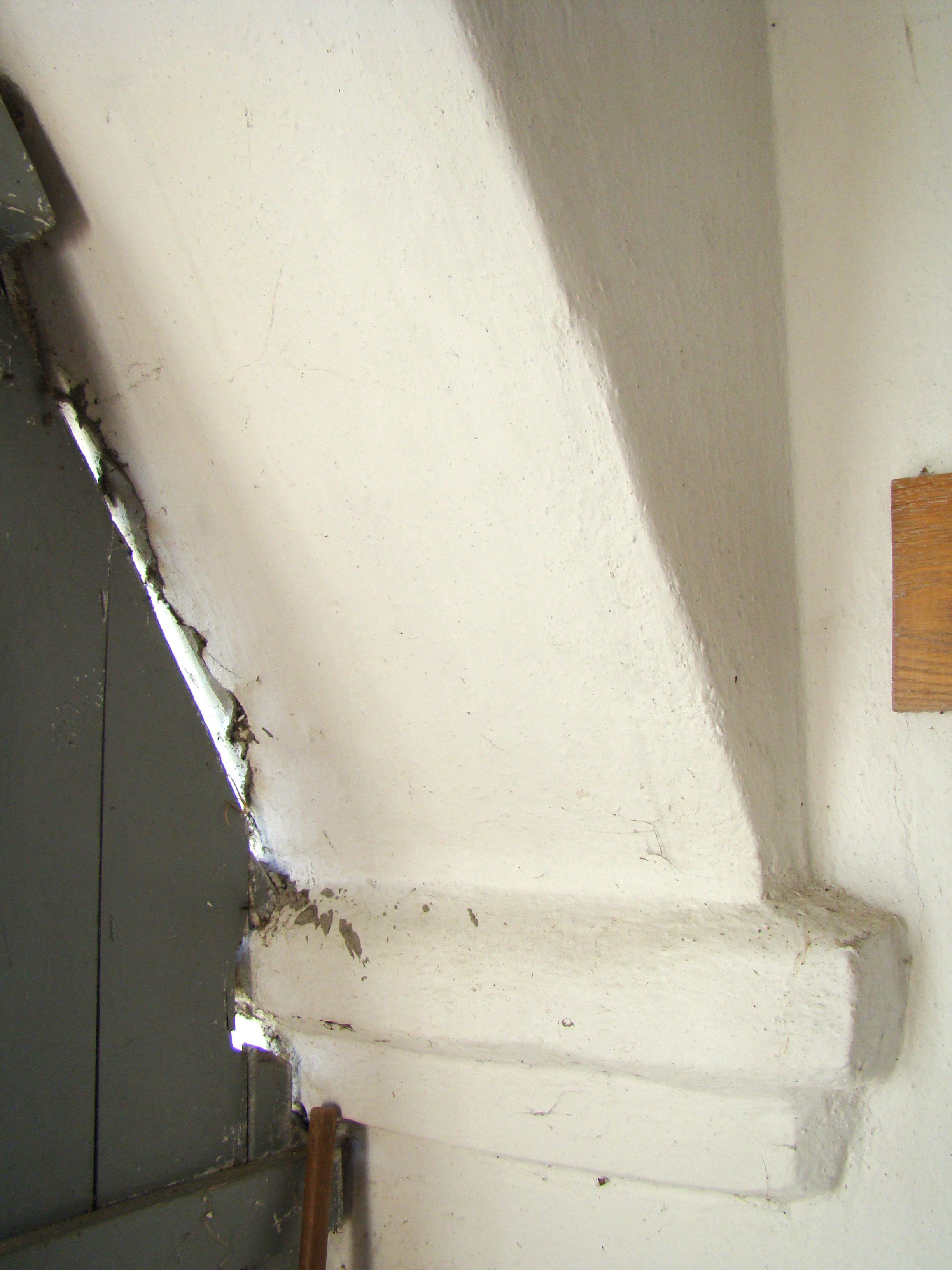
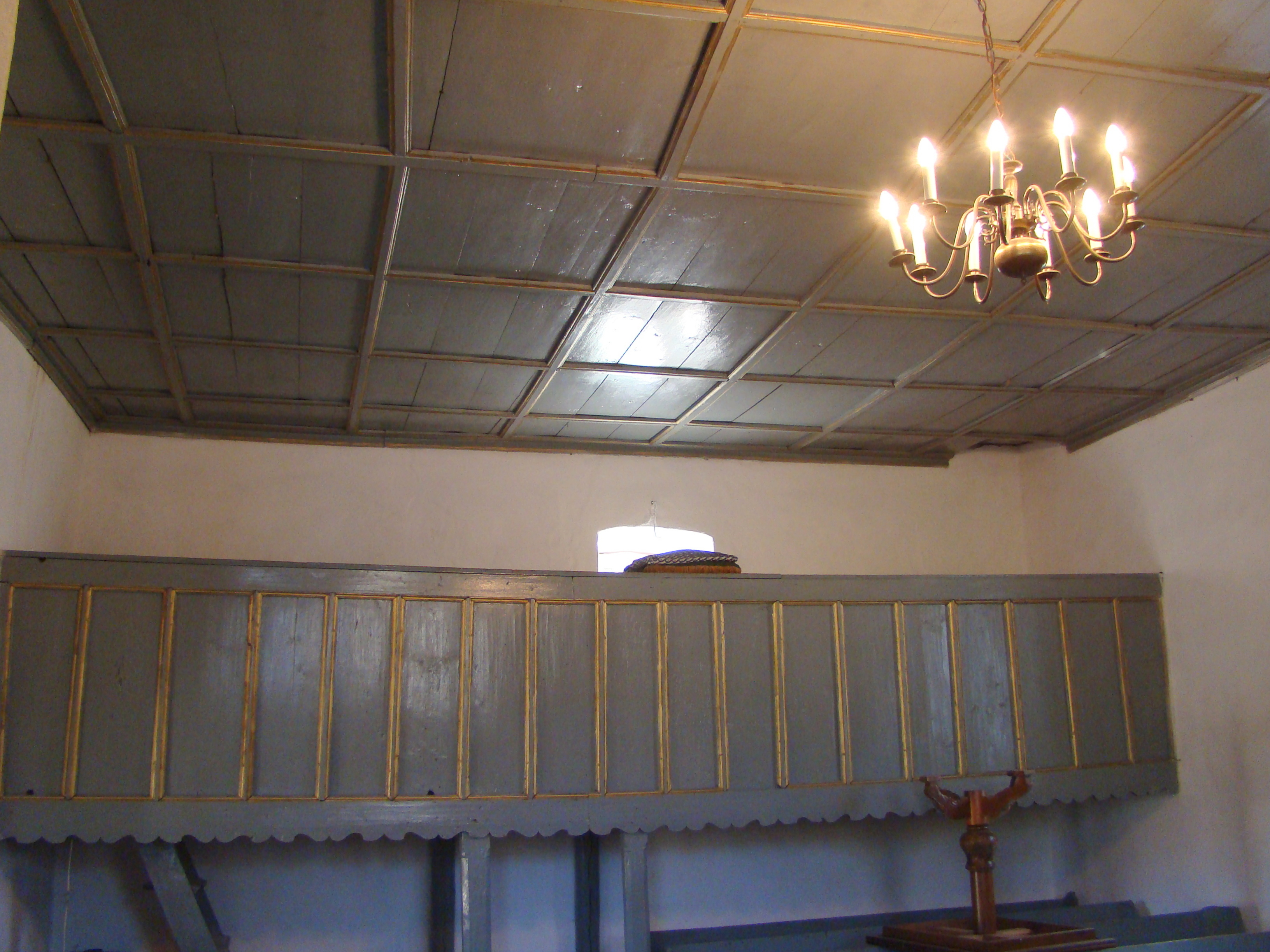
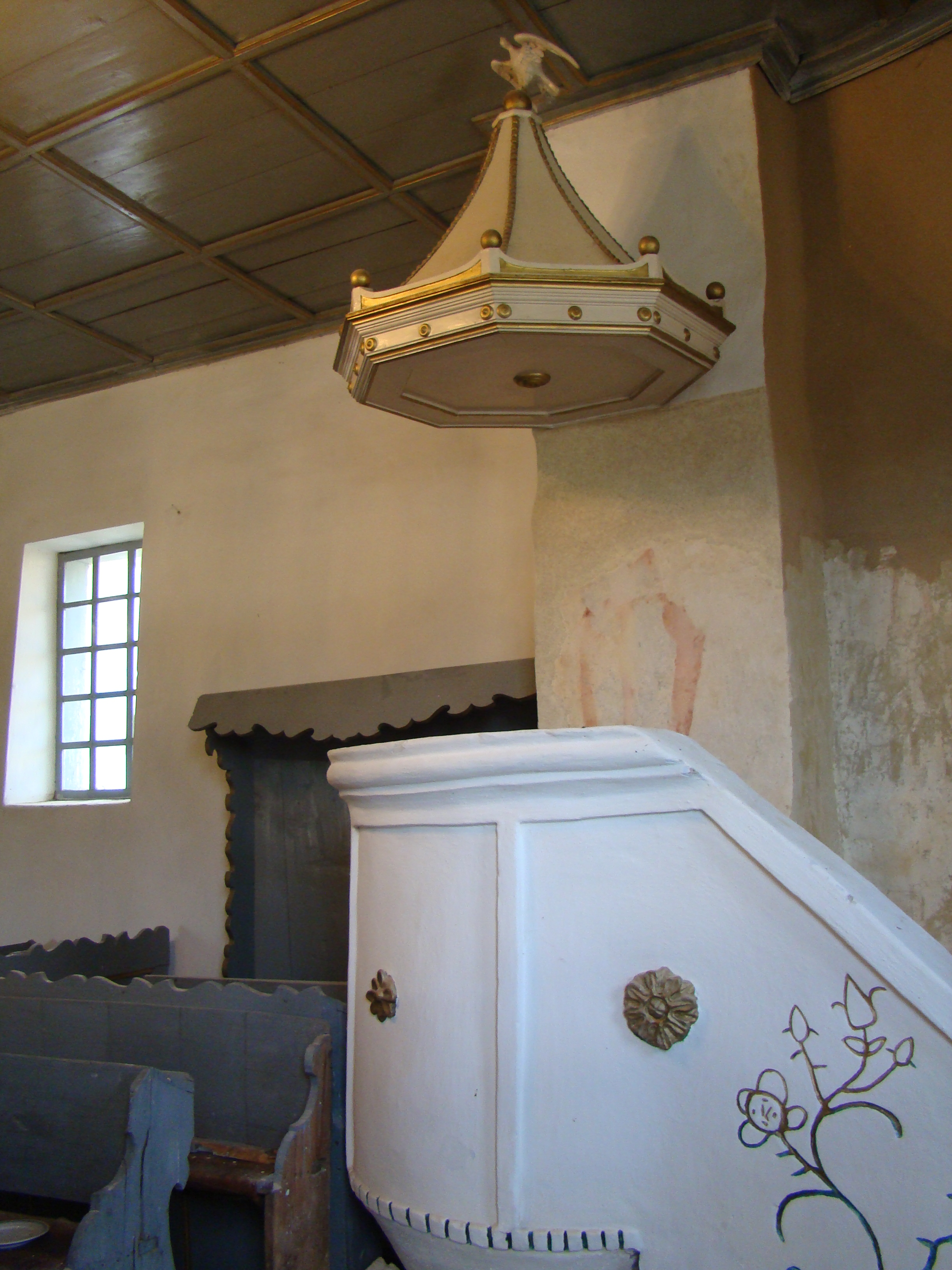
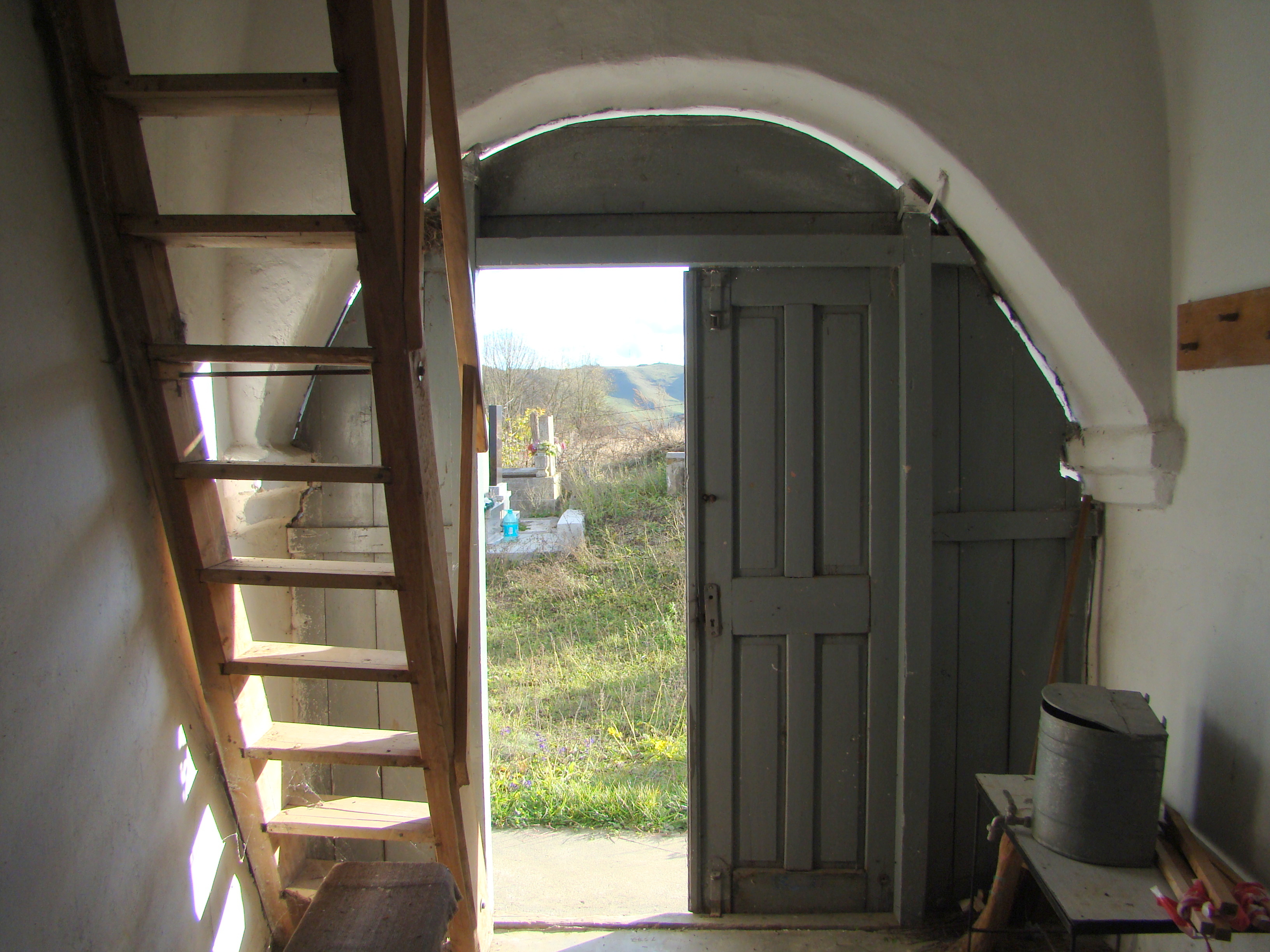